# Ca' Pesaro

## Le Bâtiment
La Ca' Pesaro est un palais baroque de marbre faisant face au Grand Canal de Venise.
Les plans initiaux en sont dus à Baldassare Longhena au milieu du XVIIe siècle, mais la construction a été terminée par Antonio Gaspari de 1703 à 1710. La décoration intérieure comprend une œuvre de Niccolò Bambini Le Triomphe de Venise datant de 1682.
Le palais a des fresques de Giambattista Pittoni (y compris Justice et paix avec Jupiter et Minerve et Jupiter protège la Justice, la Paix et la Science) et Giambattista Tiepolo.

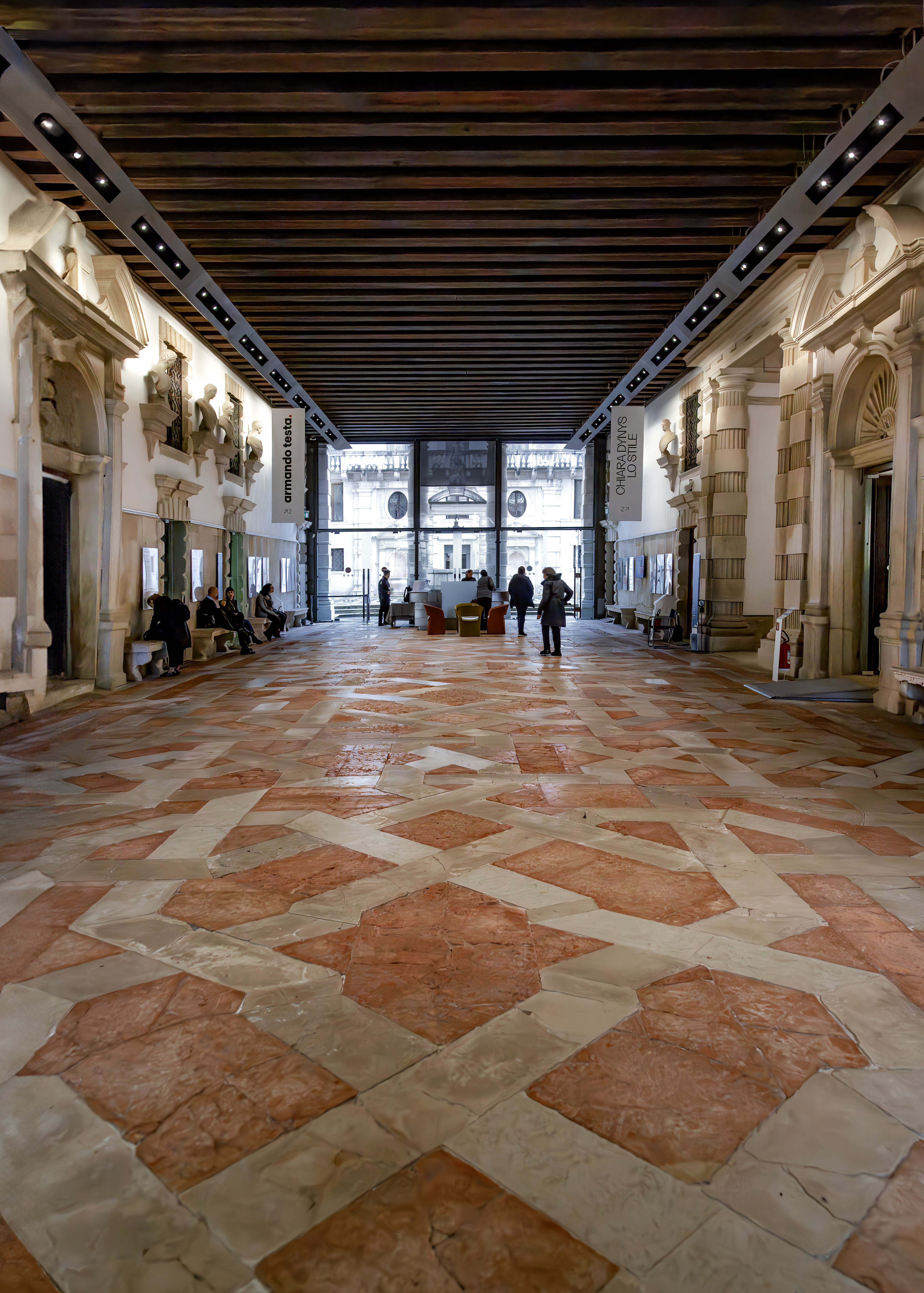
Portego, vue depuis l'entrée sur le grand canal vers la cour intérieure
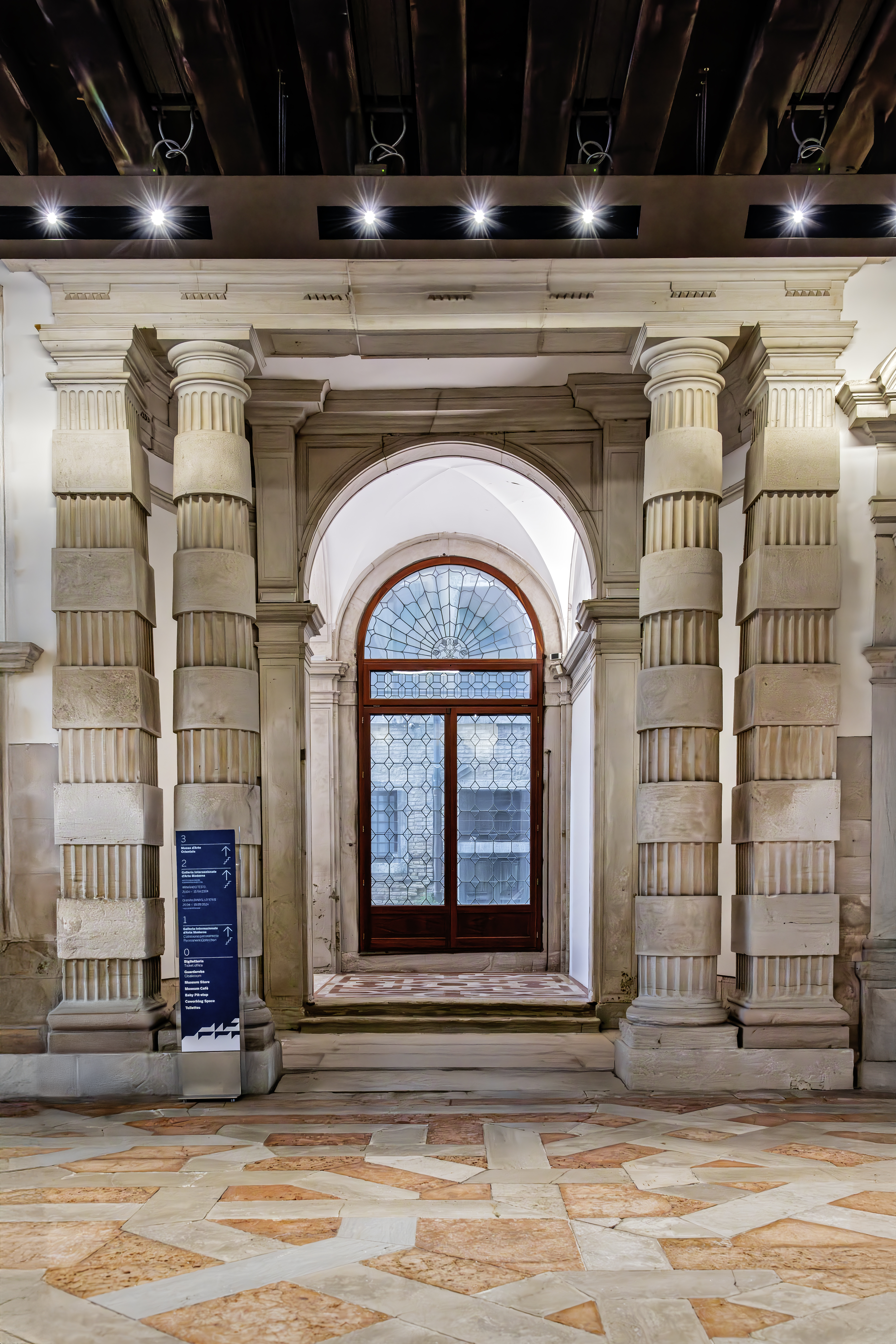
Portego - vue de l'entrée de la Galerie Internationale d'Art Moderne
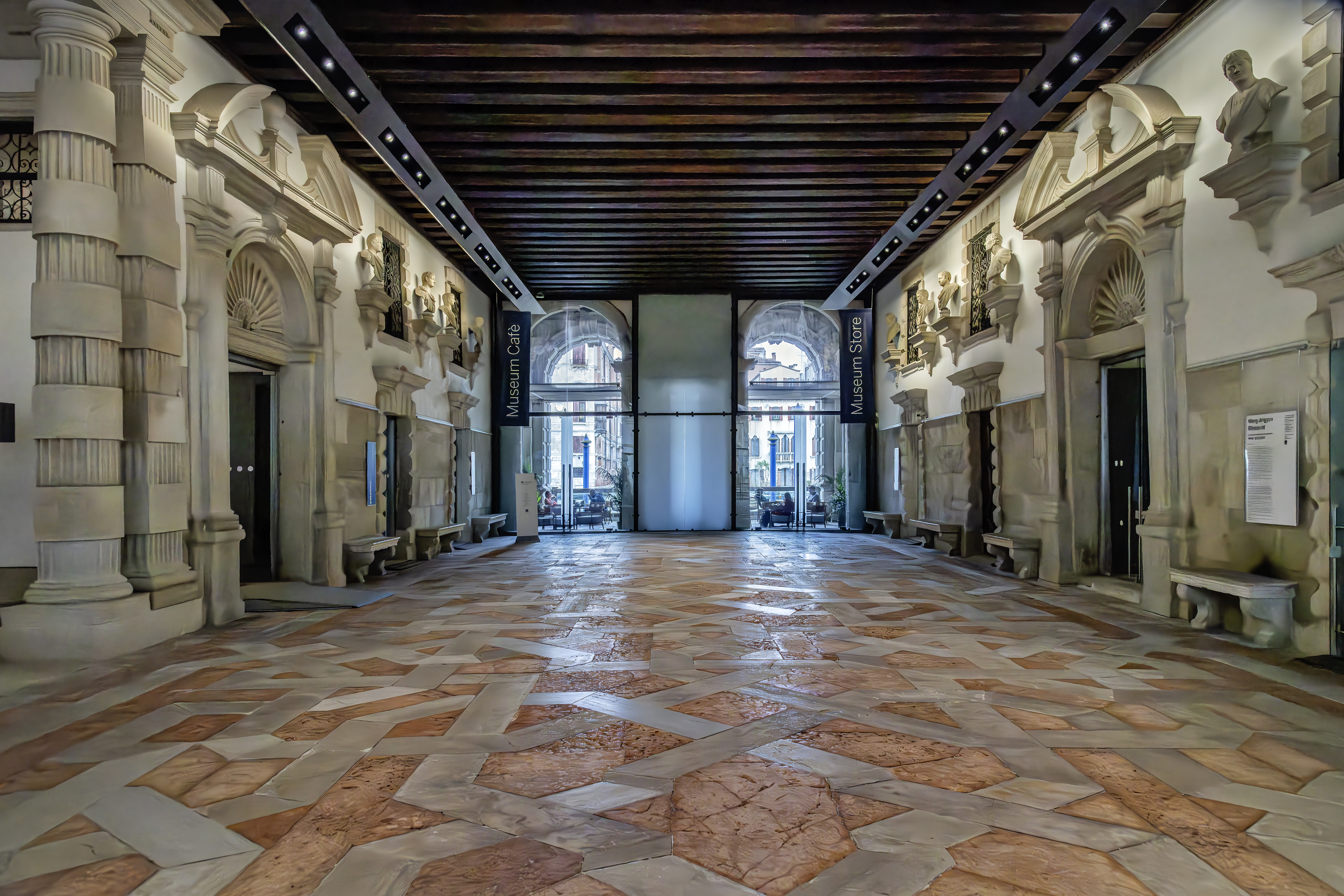
Portego, vue depuis l'entrée de la cour intérieure vers le grand canal
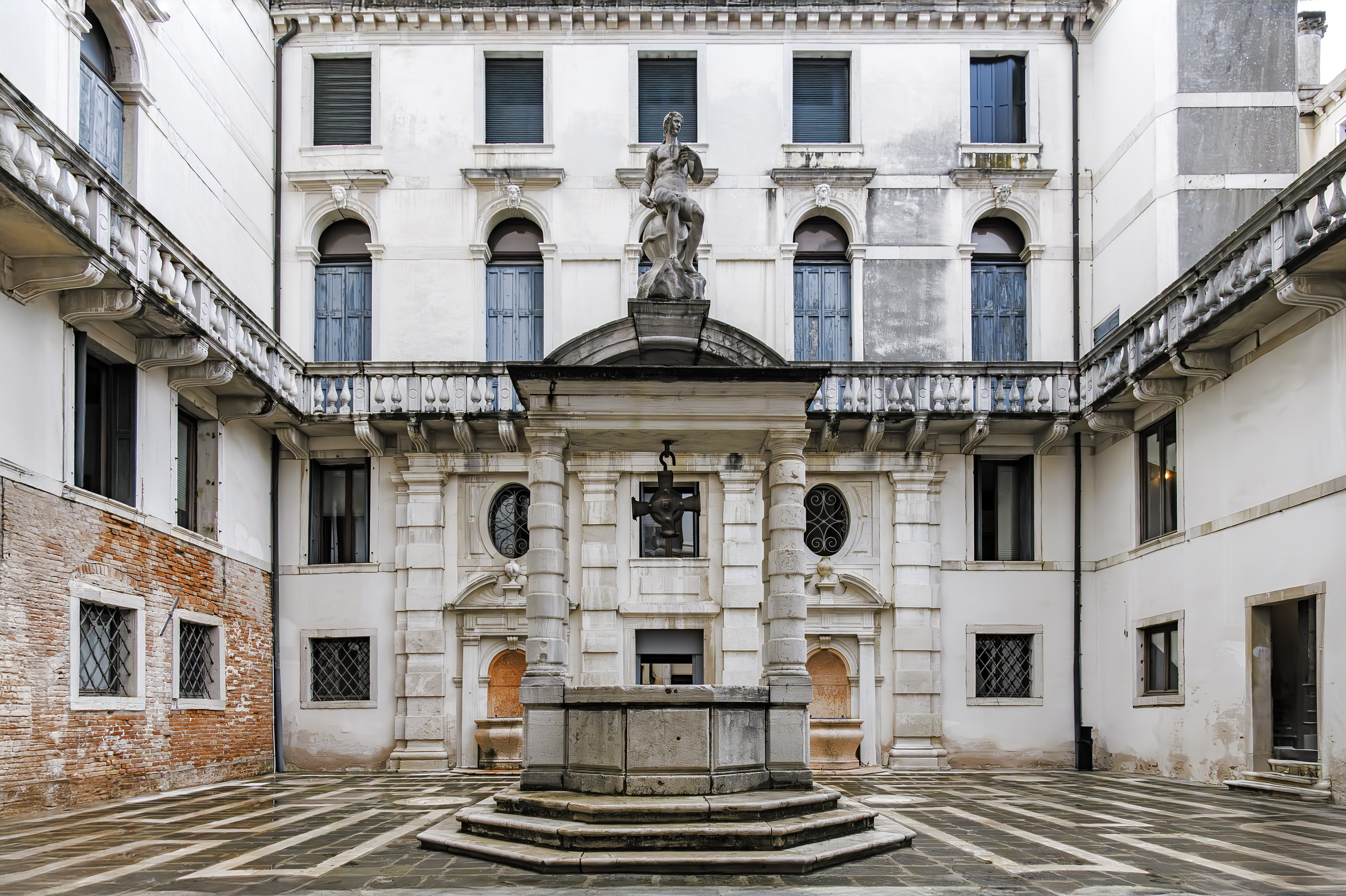
La cour intérieure aux trois puits.
Statue d'Hercule sur le puits monumental.
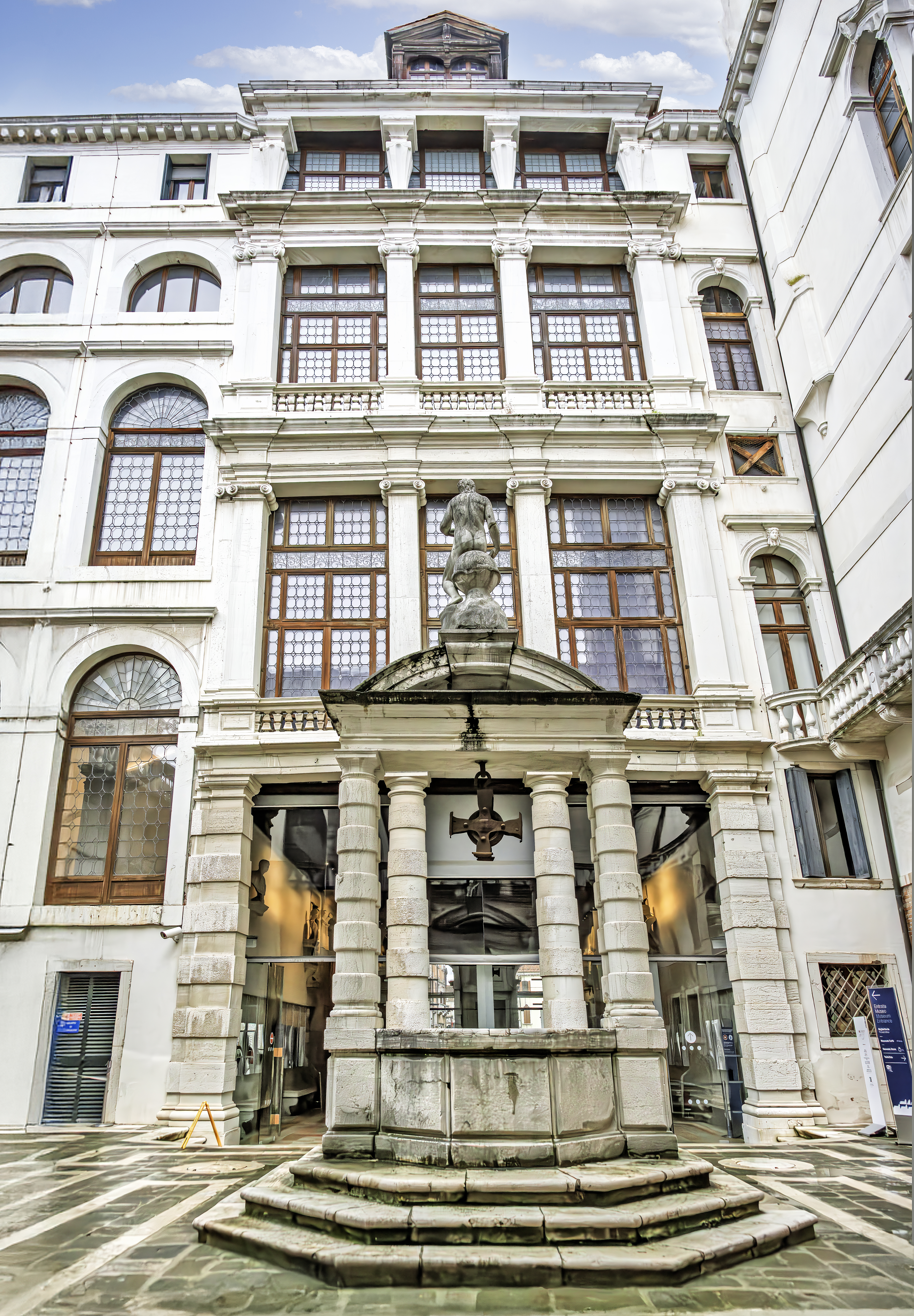
La façade sud de la cour intérieure.

## Musée d'art moderne
C'est aujourd'hui le Musée d'art moderne de la ville de Venise. Il contient des peintures ou des œuvres des plus grands artistes des XIXe et XXe siècles comme Klimt (Judith II), Bonnard, Chagall, Kandinsky, Klee, Rouault, Matisse, Moore, Morandi, De Chirico, Boccioni, Ferruccio Bortoluzzi, Aldo Patocchi et d'autres.

### Peintures

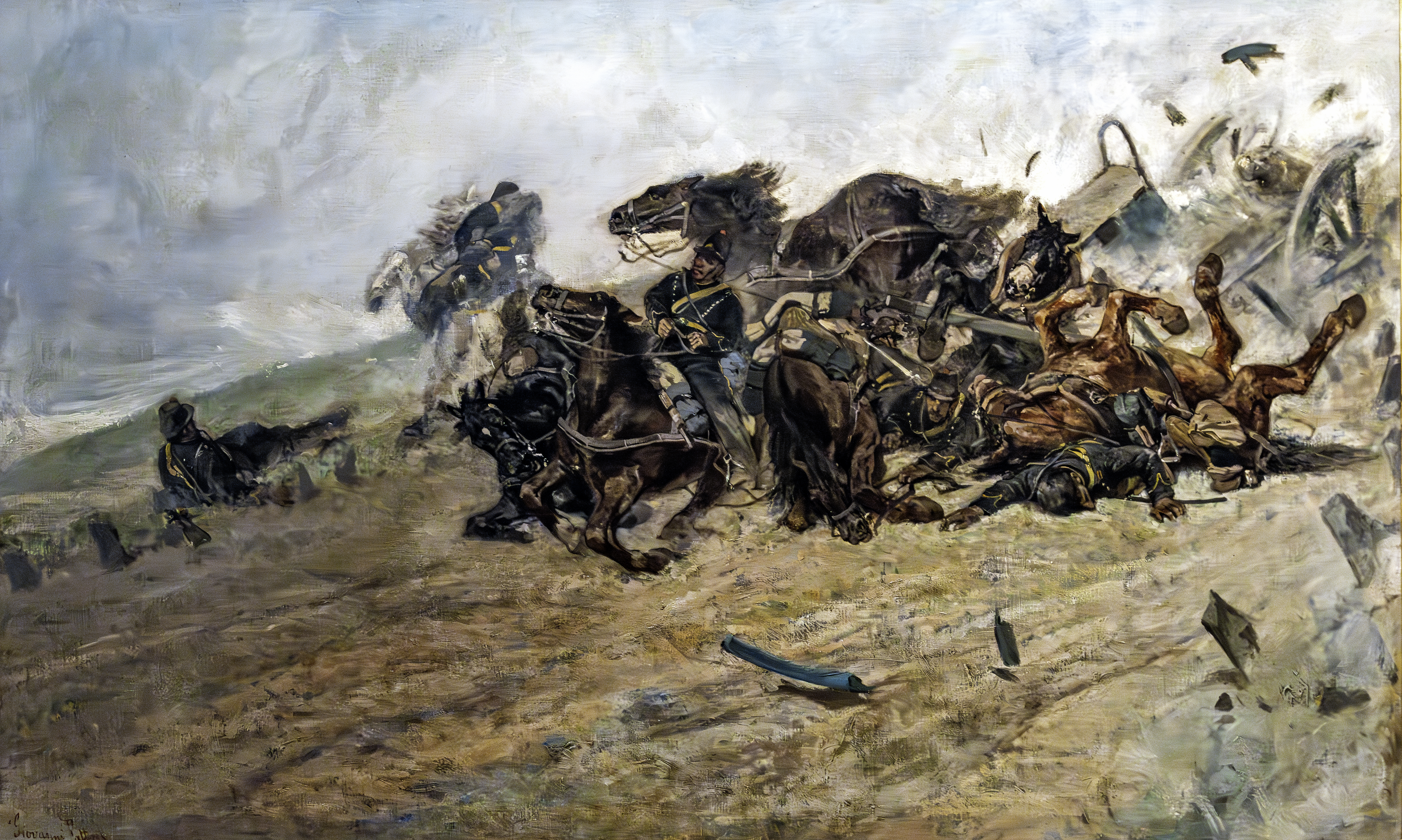
Giovanni Fattori L'explosion du caisson (1878)
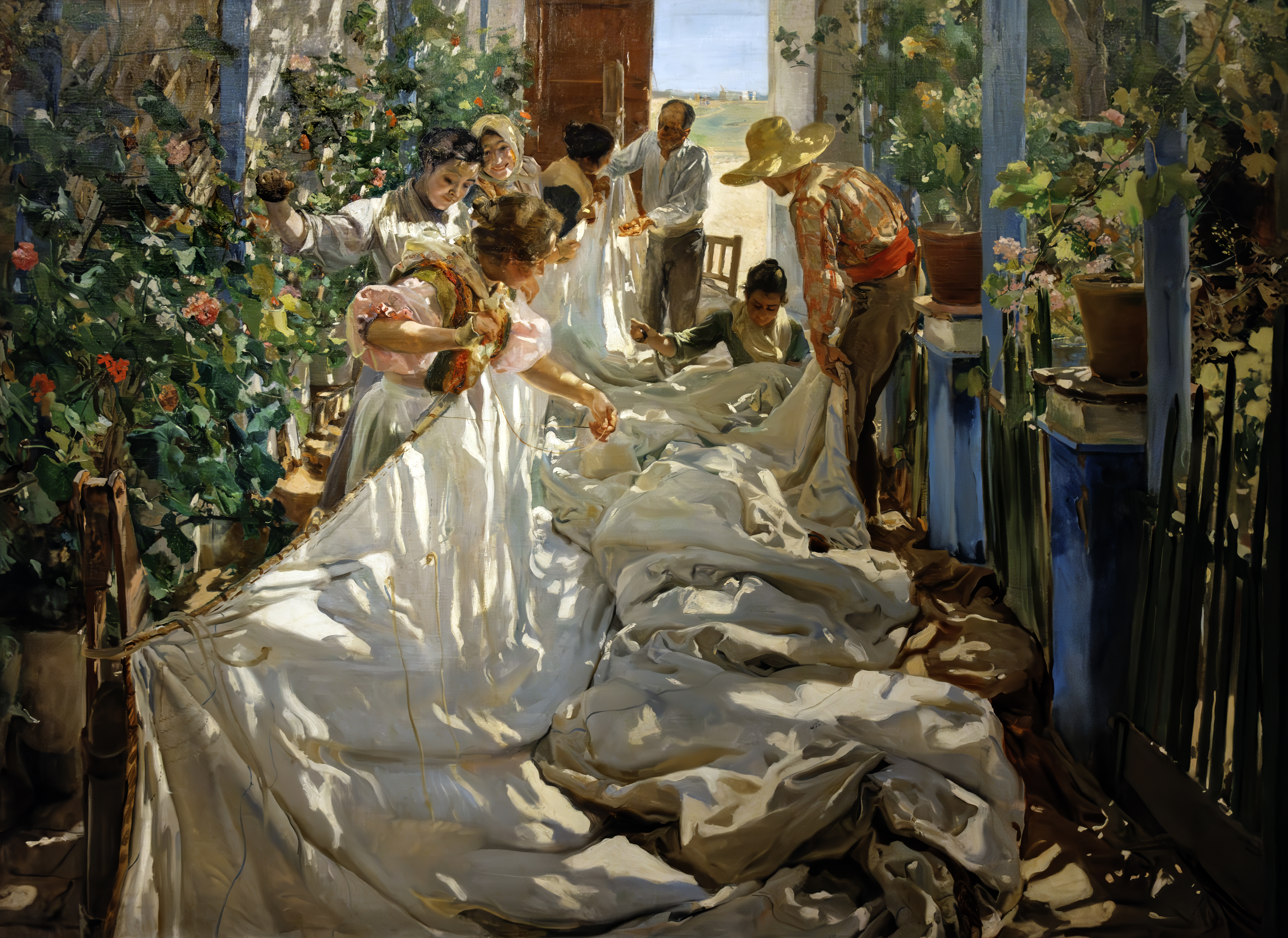
Joaquin Sorolla La Couture de la voile (1896)
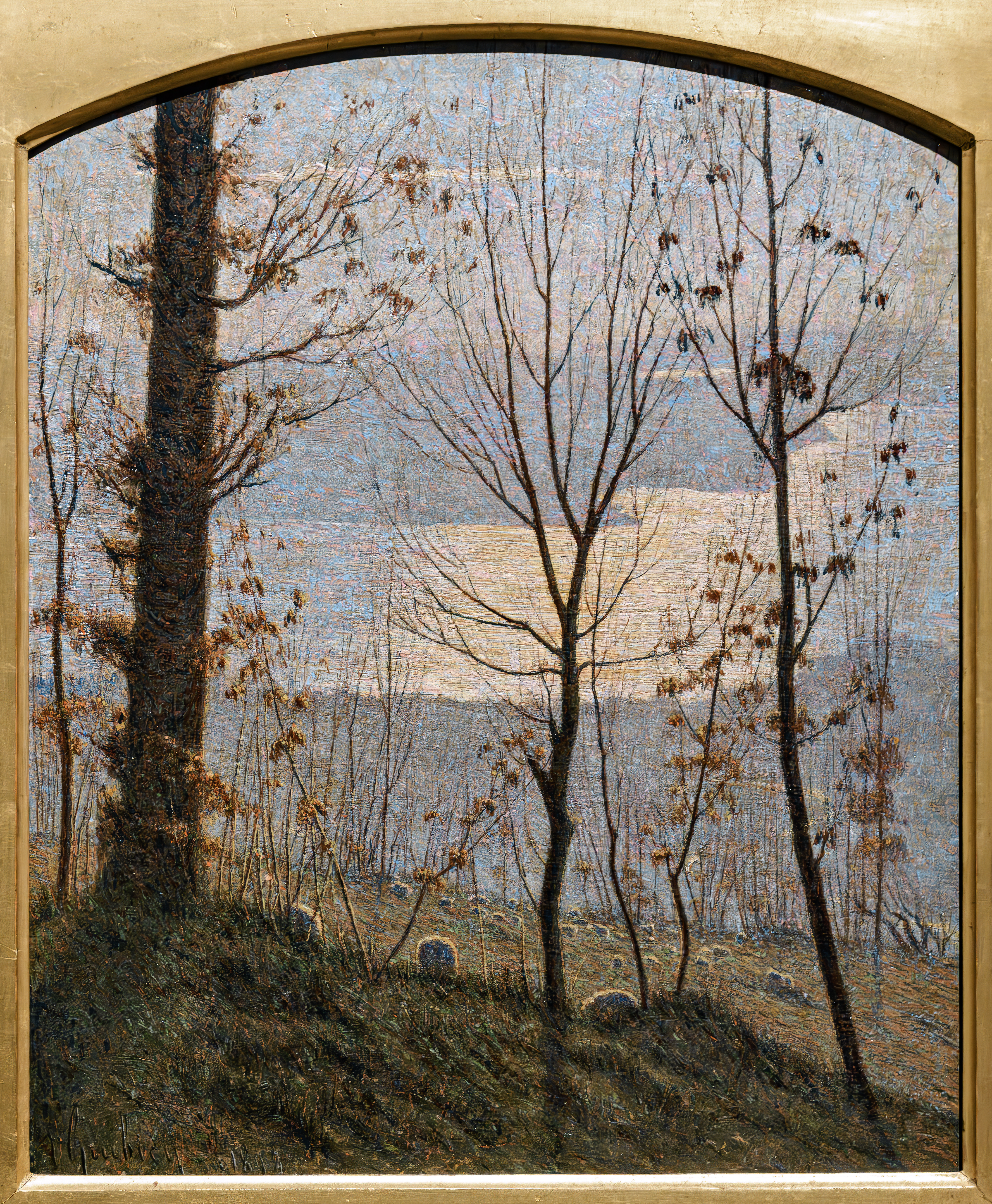
Vittore Grubicy de Dragon L'Hiver (1898)
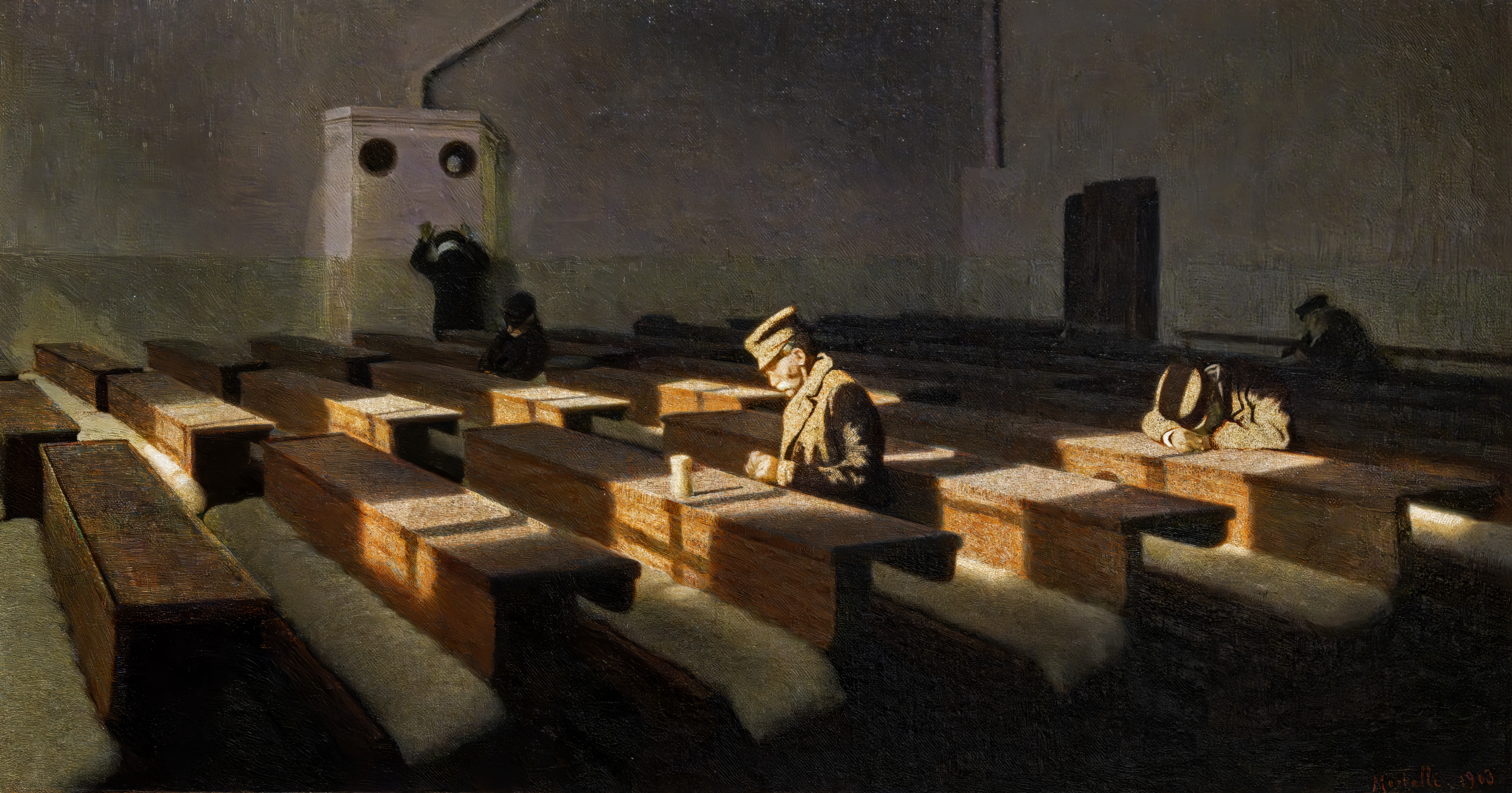
Angelo Morbelli Le Noël des laissés-pour-compte (1903)
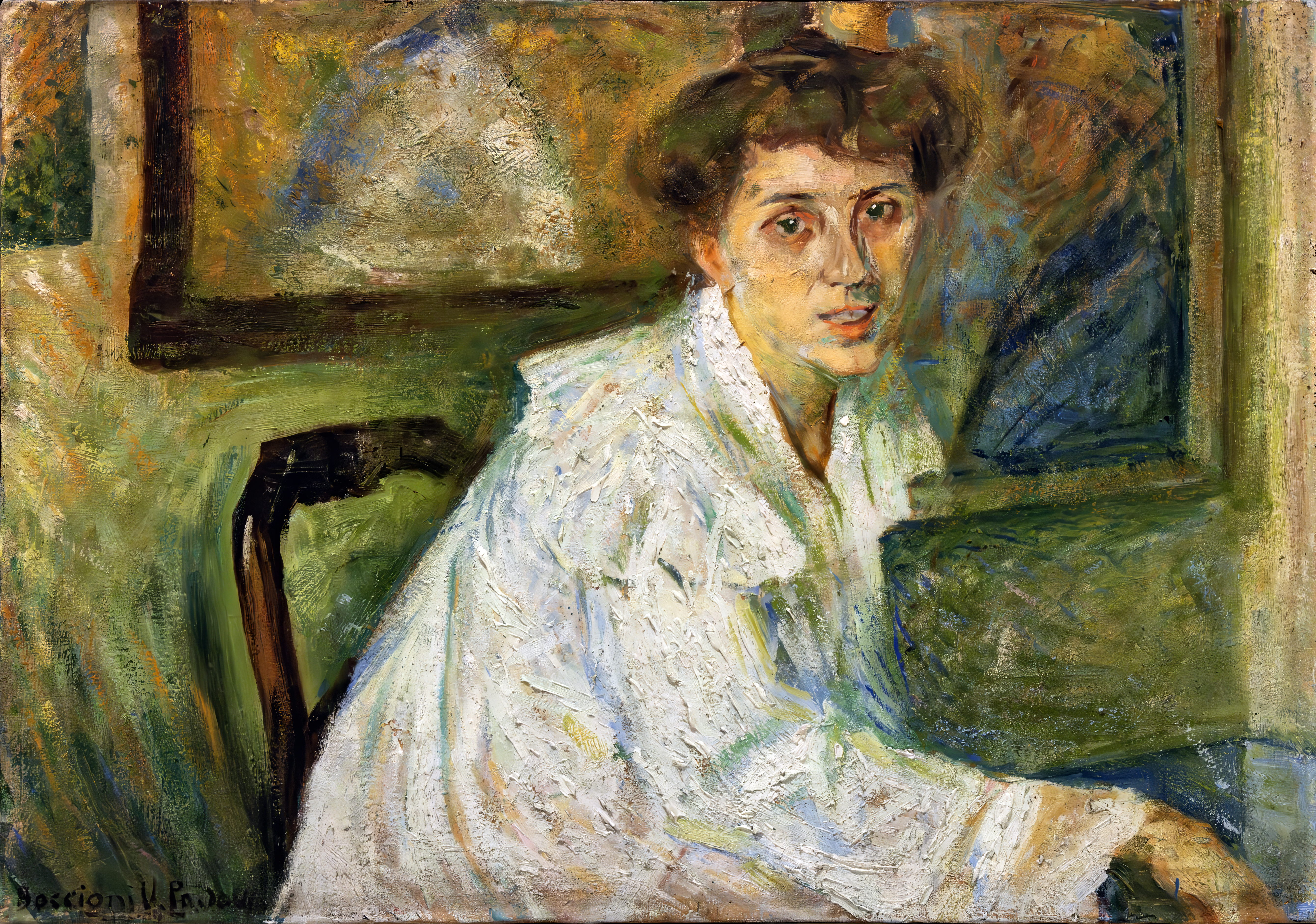
Umberto Moggioli Portrait de la soeur(1904)
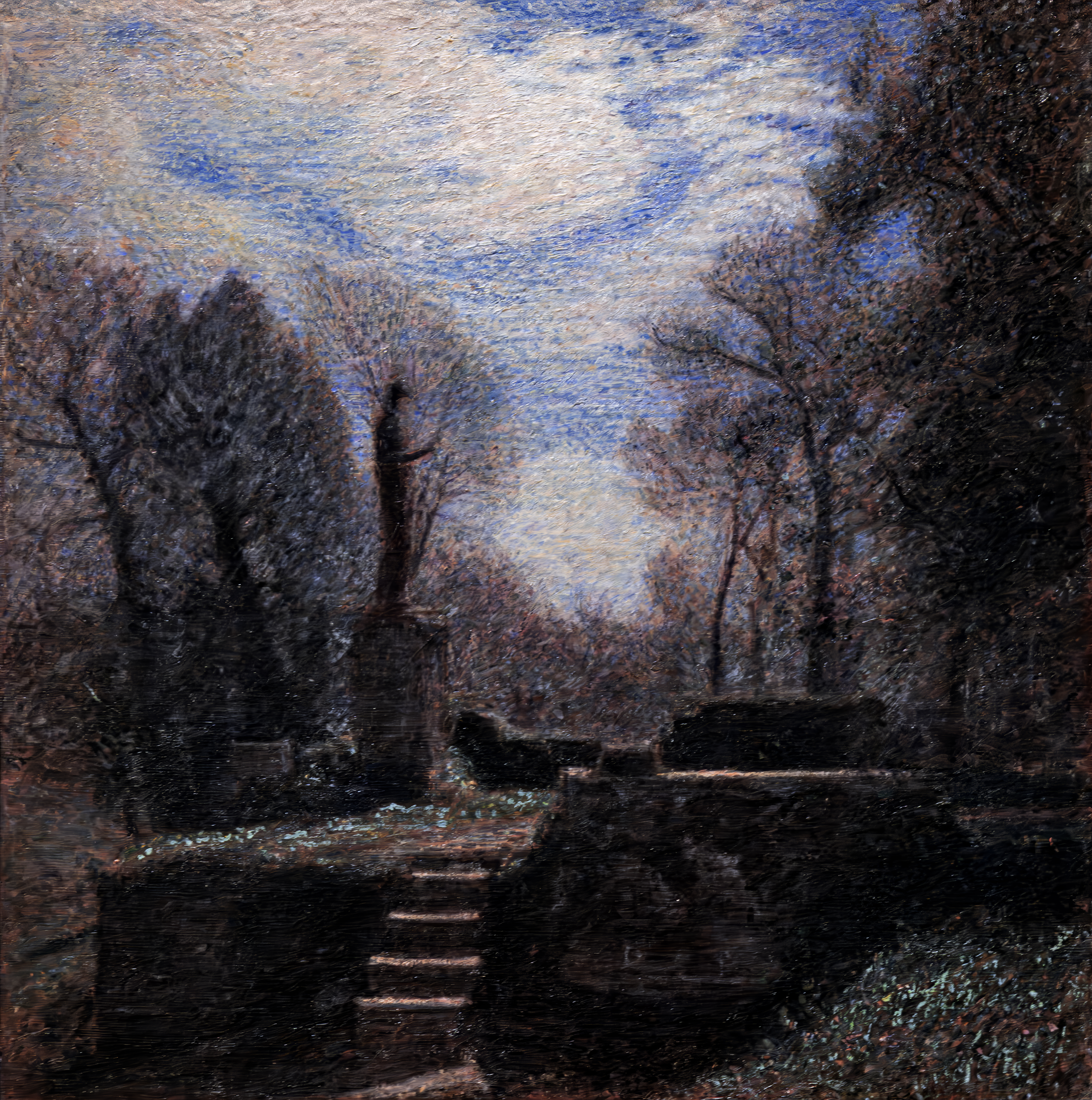
Giuseppe Pellizza da Volpedo La Statue à la Villa Borghese (1906)
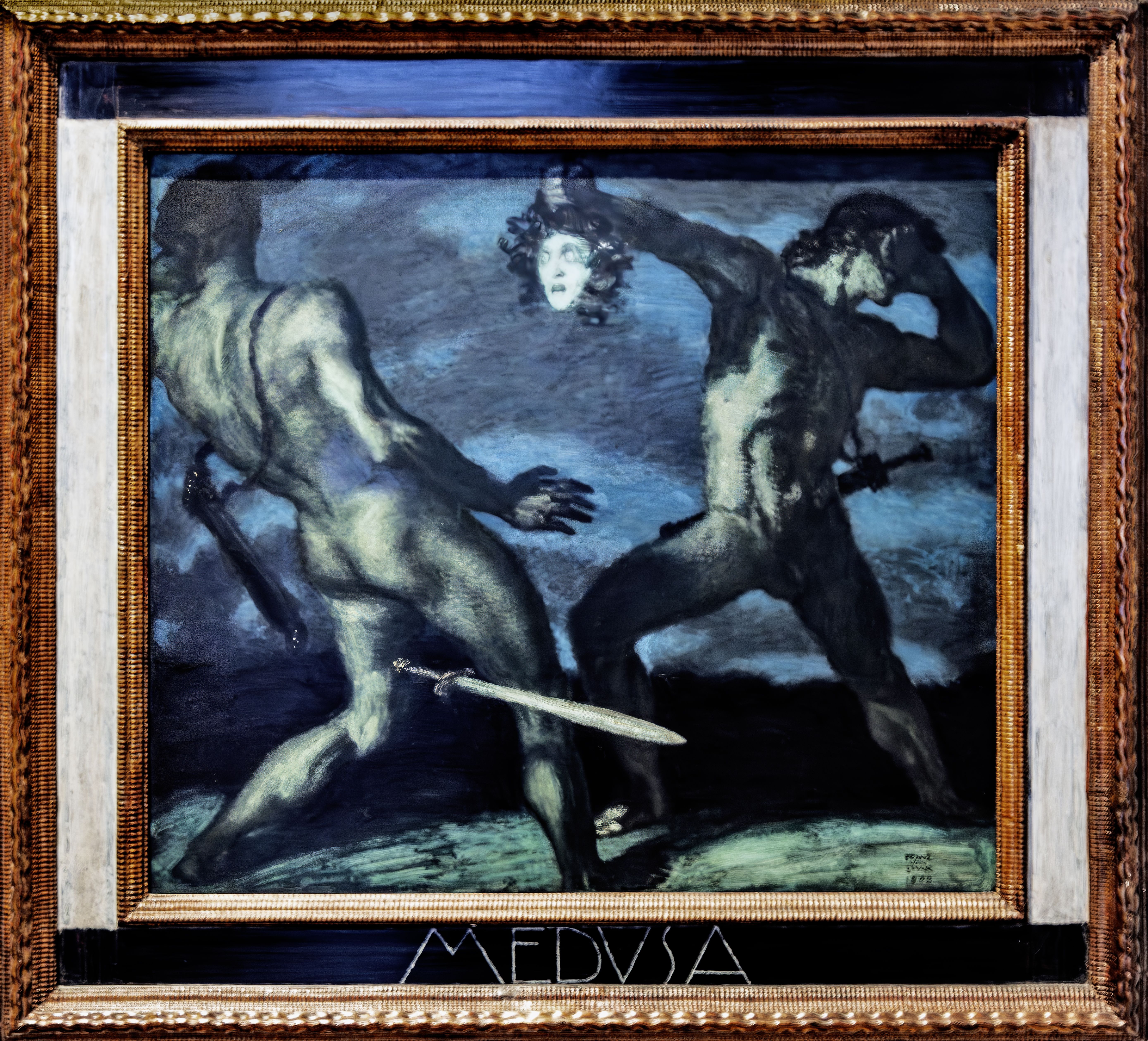
Franz von Stuck - Medusa (1908)
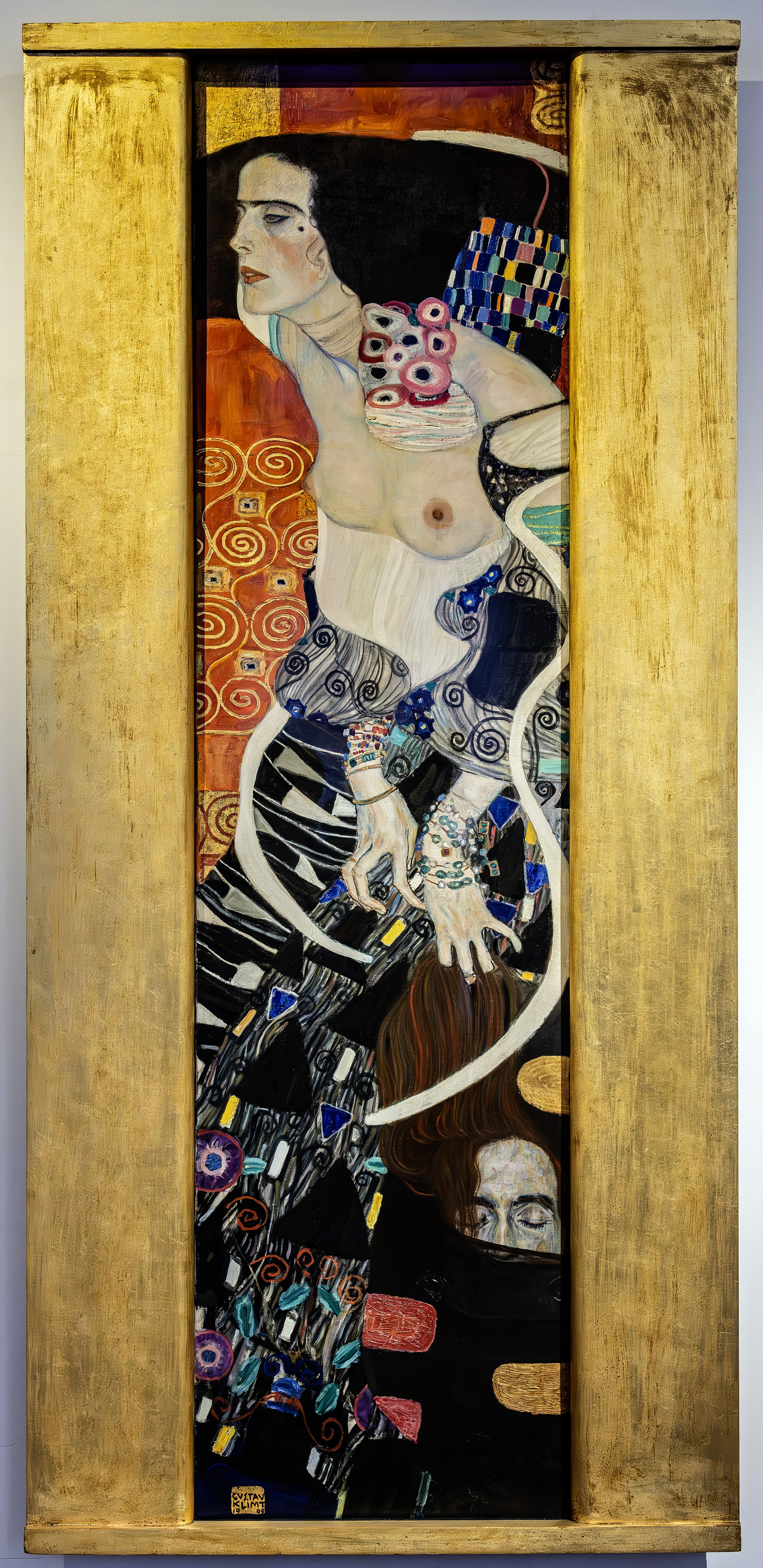
Klimt, Judith II (1909).
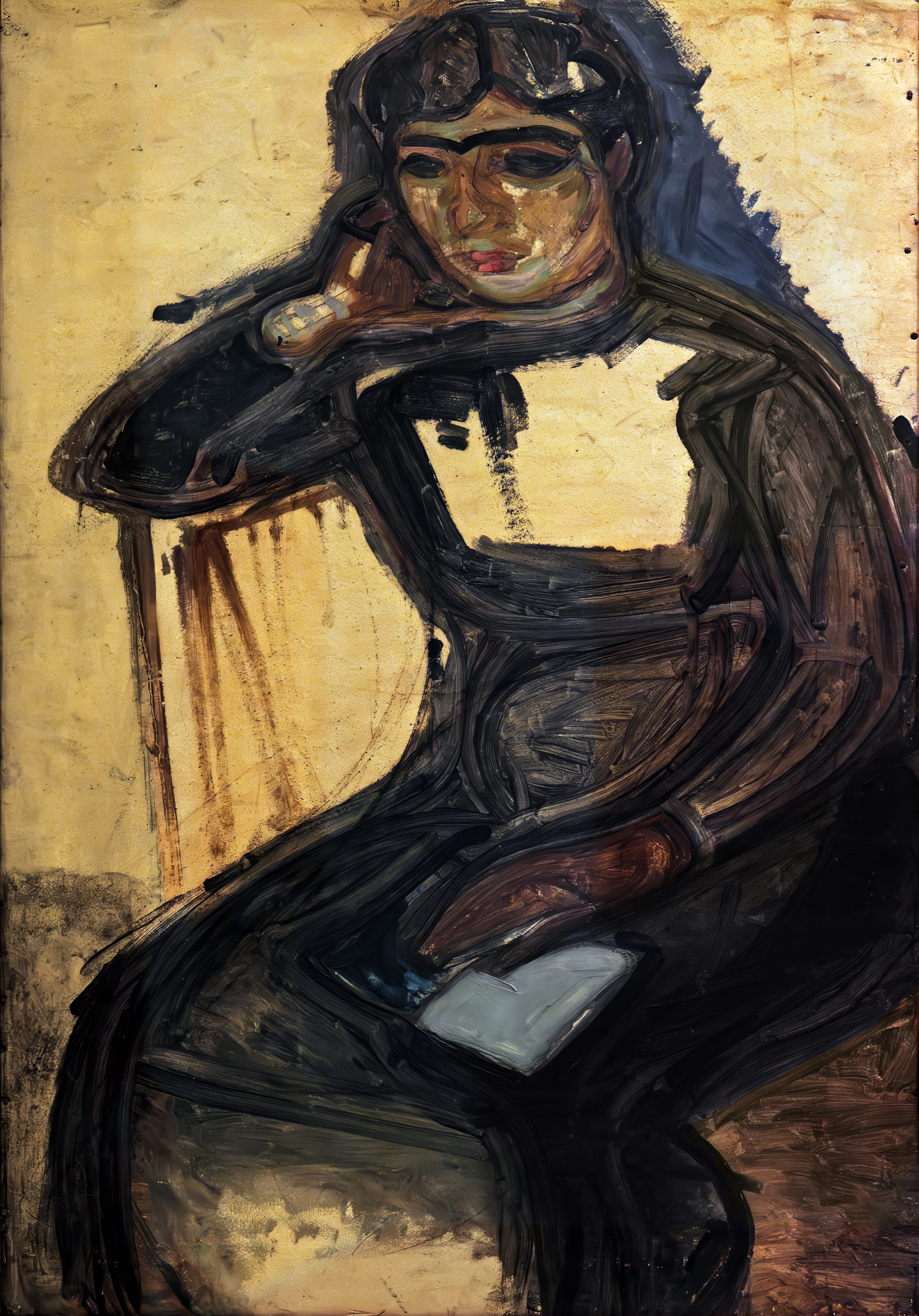
Figura femminile- Gino Rossi(1910-1912)
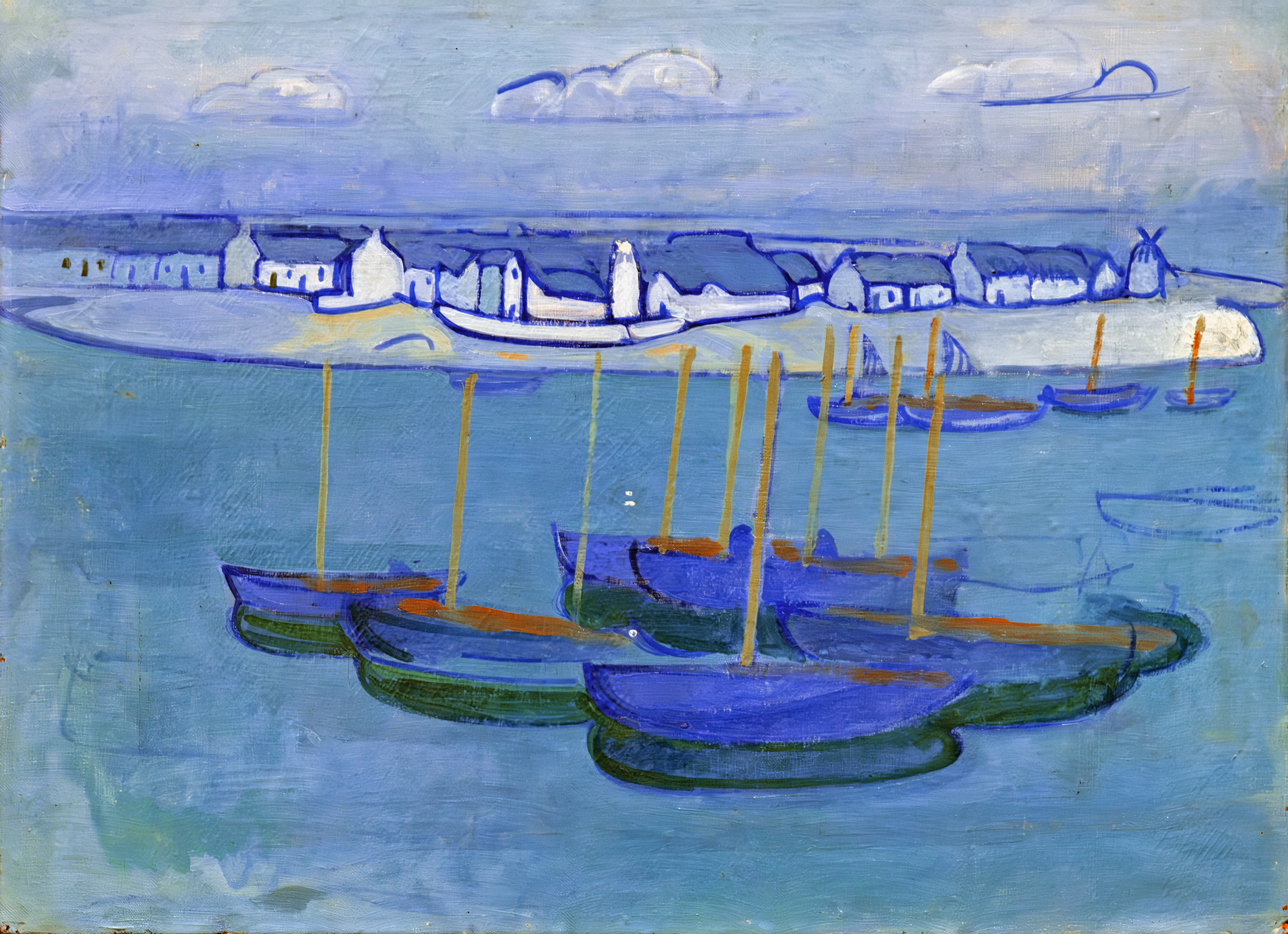
'Marina' Douarnenez - Gino Rossi(1910-1912)
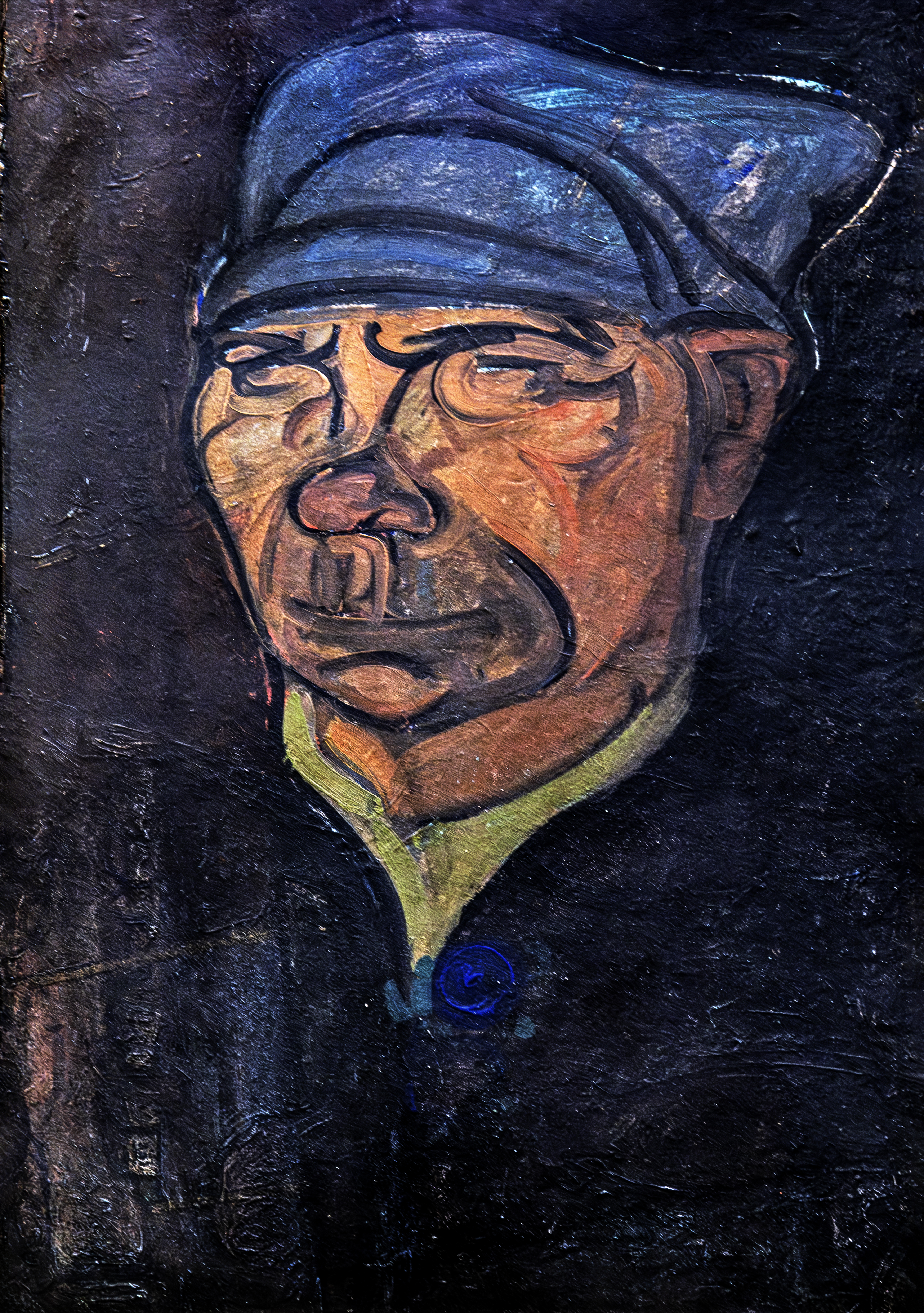
Gino Rossi - Testa di pescadore - Pescadore buranese (1912)
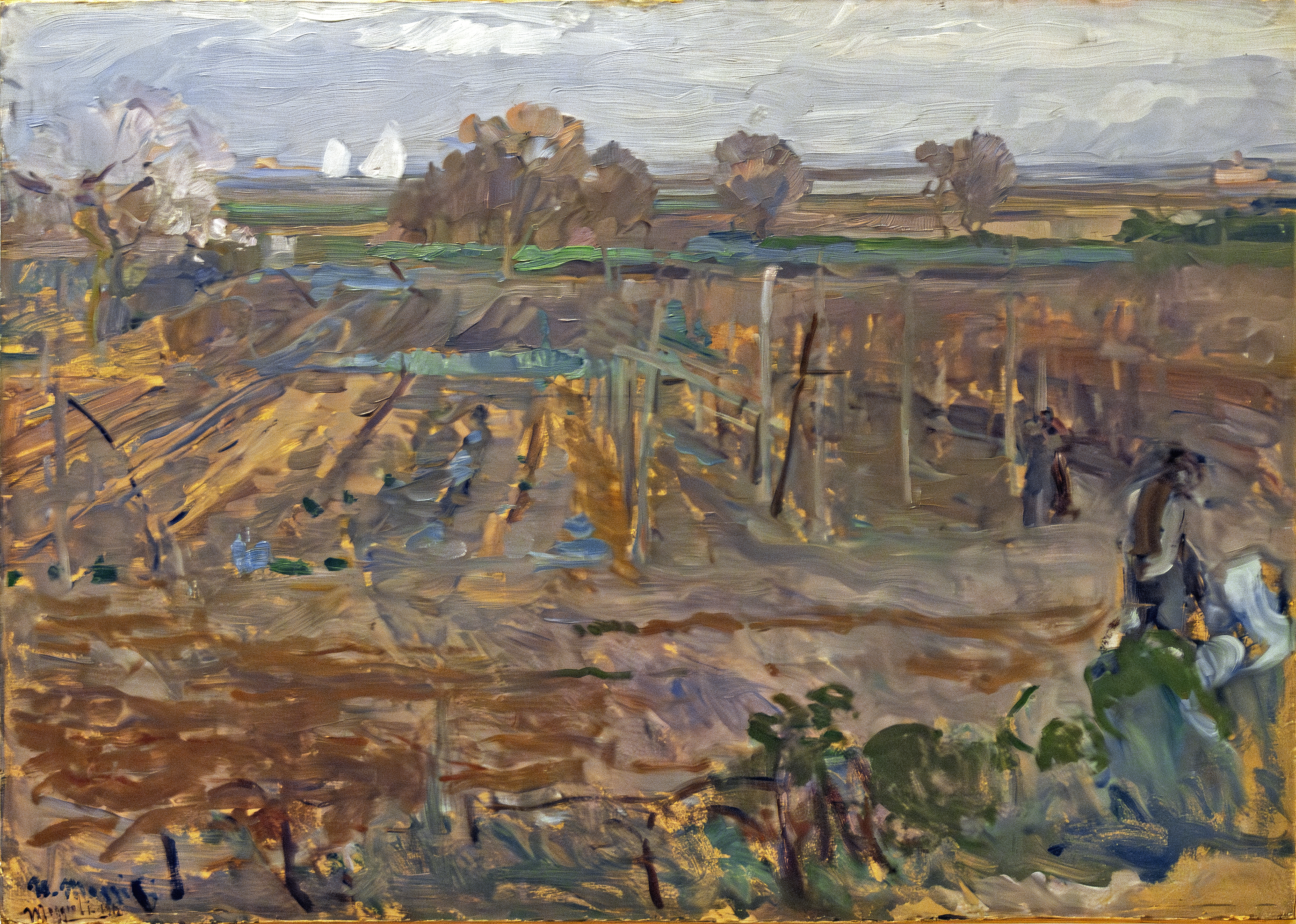
Umberto Moggioli Orti a Burano (1912)
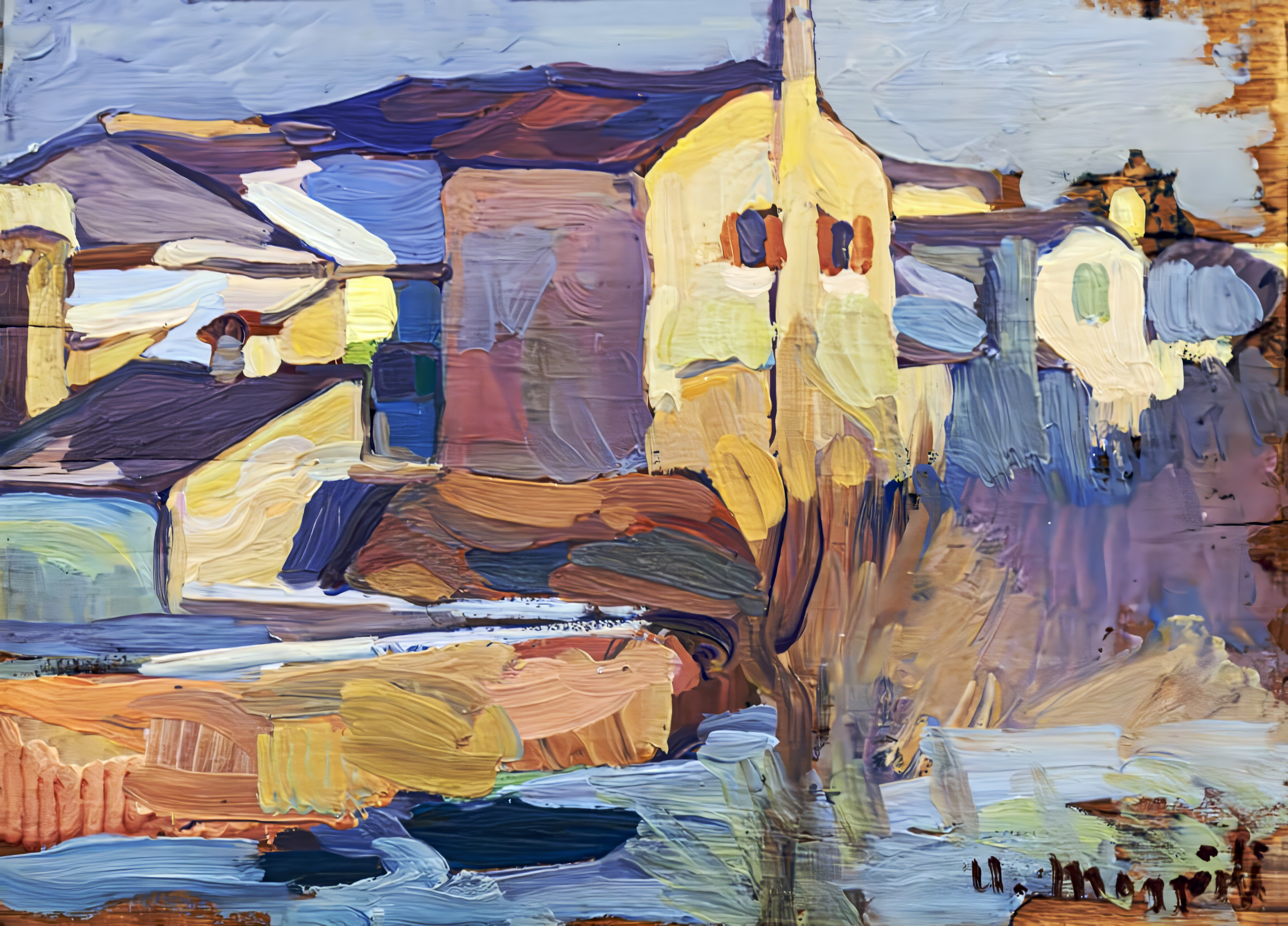
Umberto Moggioli - Piccolo paesaggio di Burano (1913)
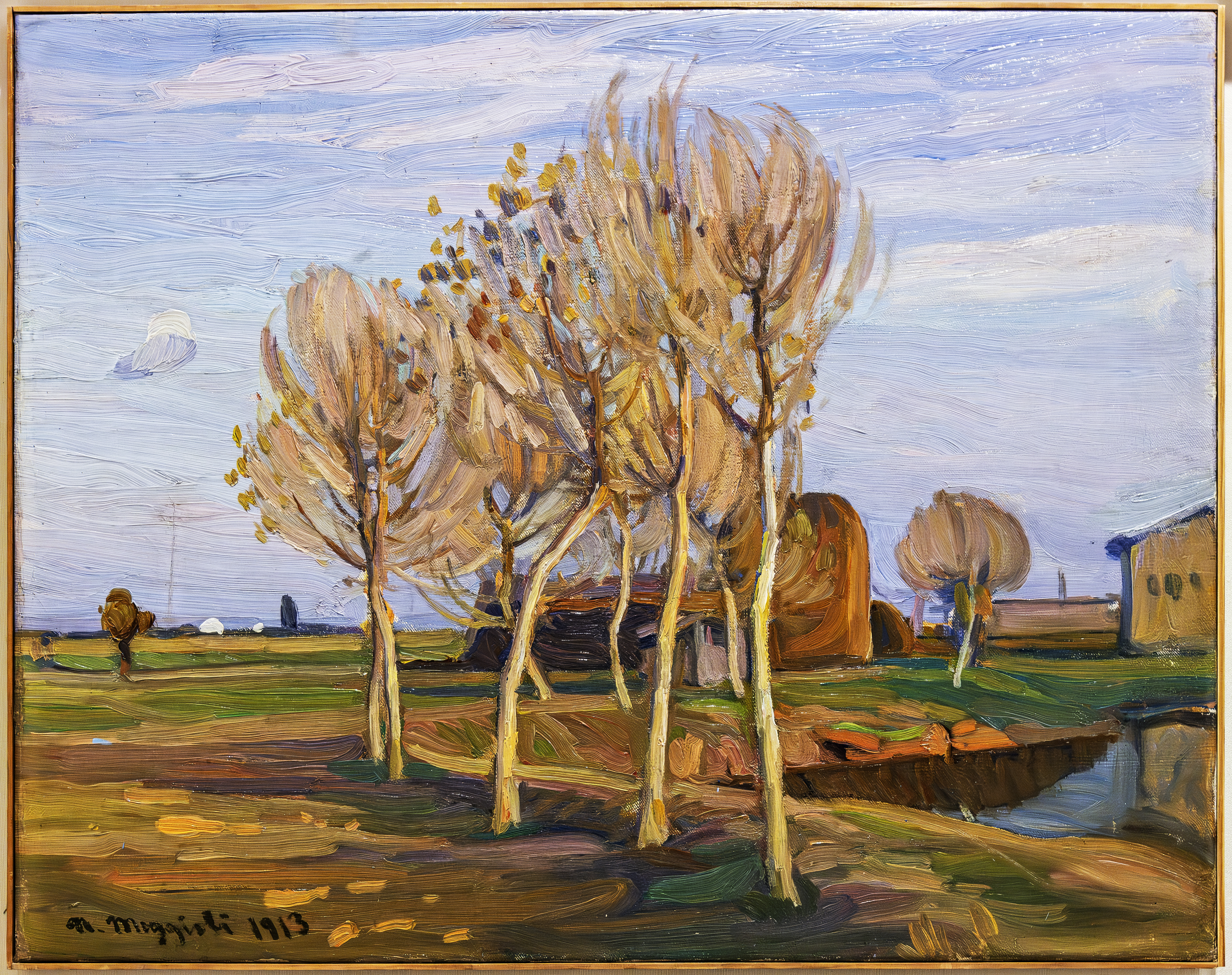
Umberto Moggioli - Autunno a Treporti (1913)
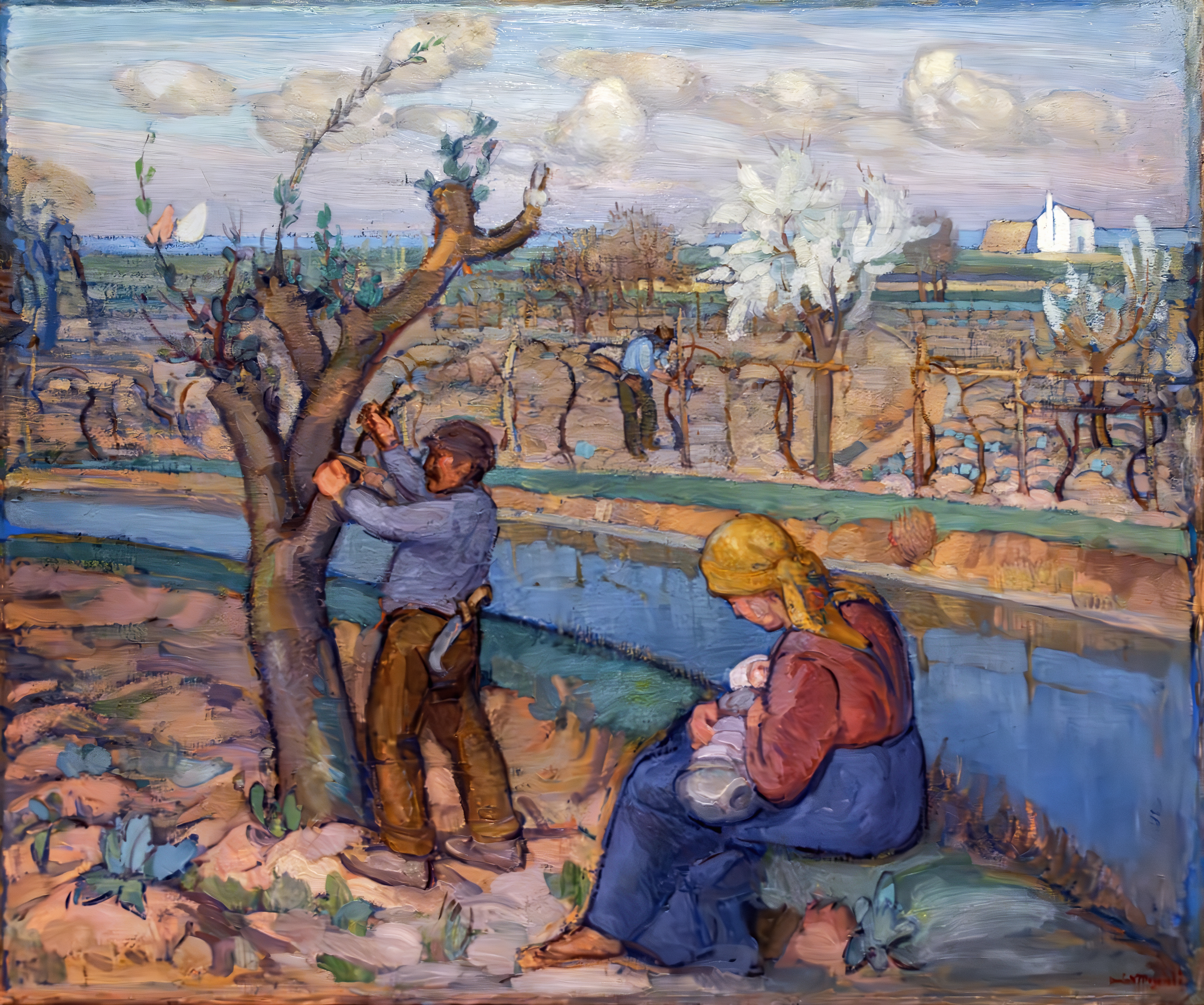
Umberto Moggioli - Priomavera a Treporti (1914)
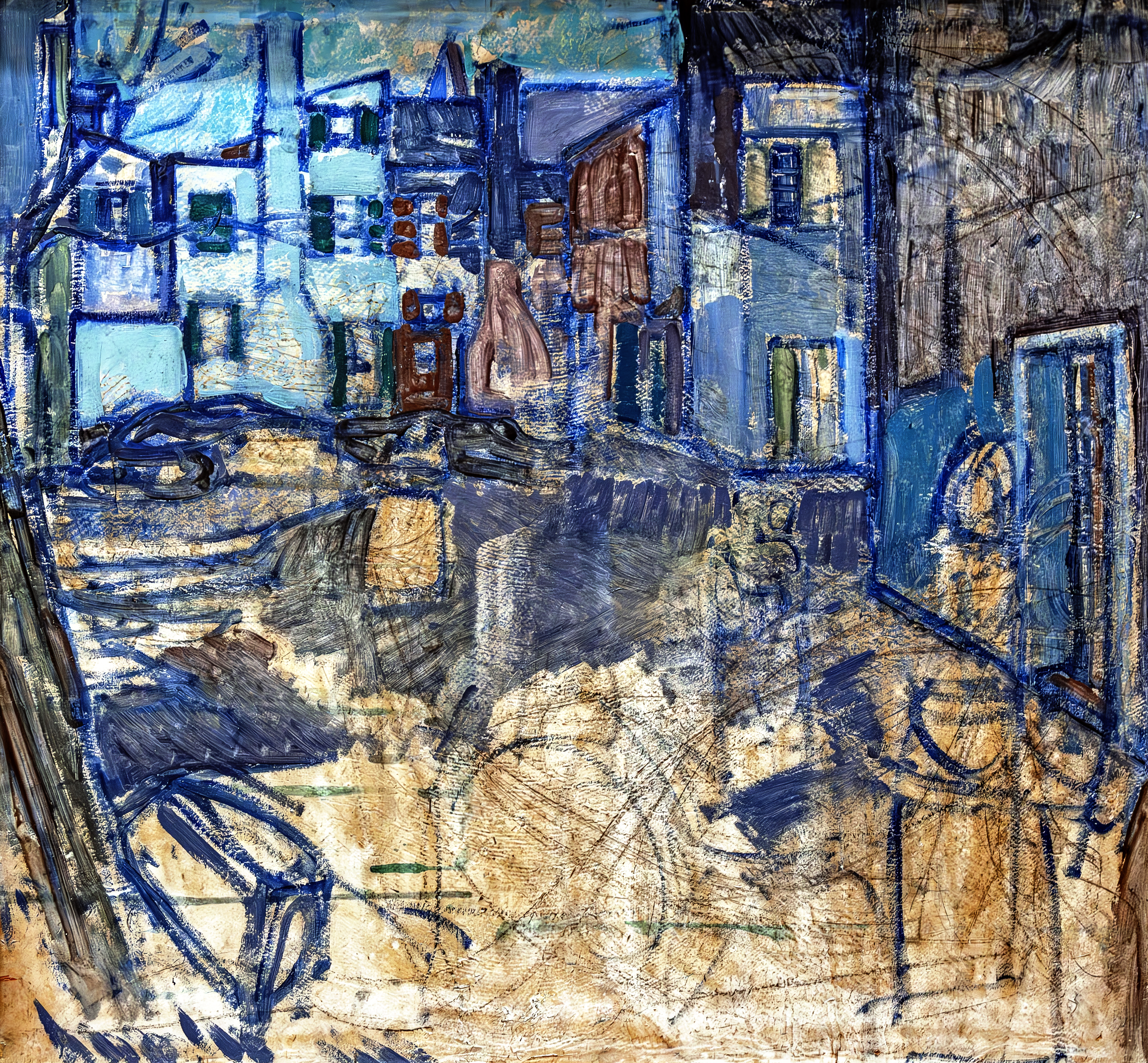
Gino Rossi - Burano (1914)
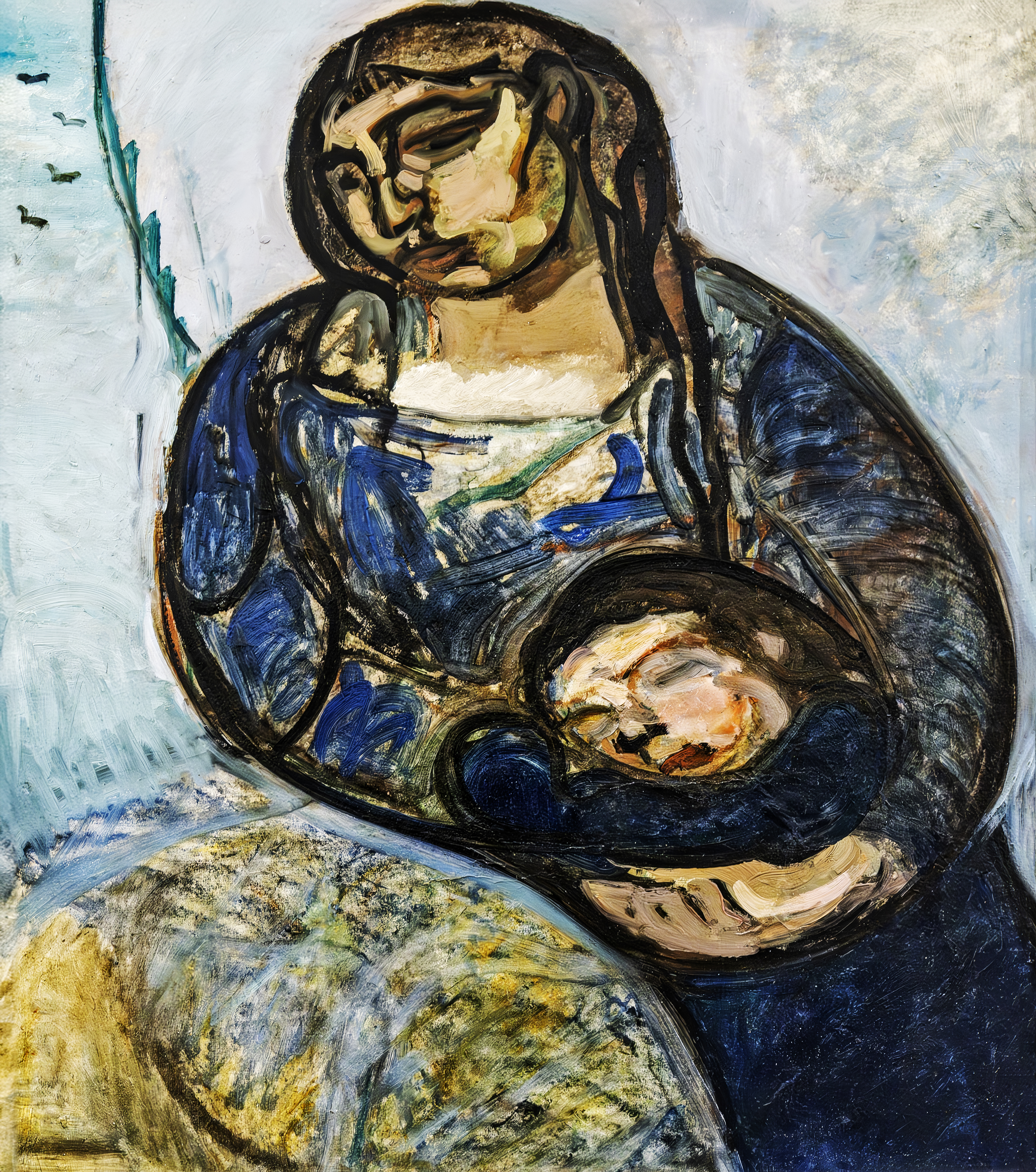
Gino Rossi - Maternità (1914)
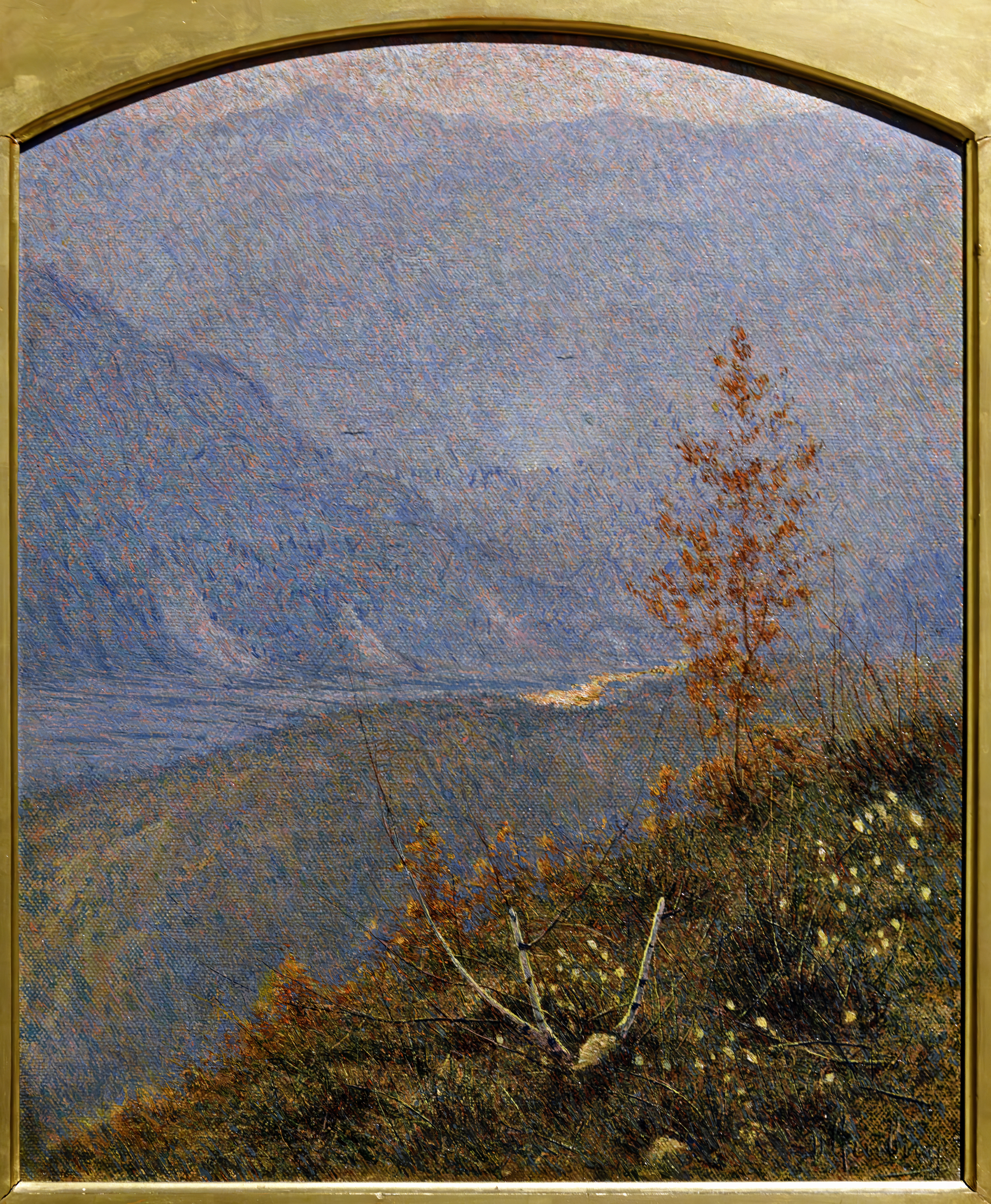
Vittore Grubicy - Automne (1914)
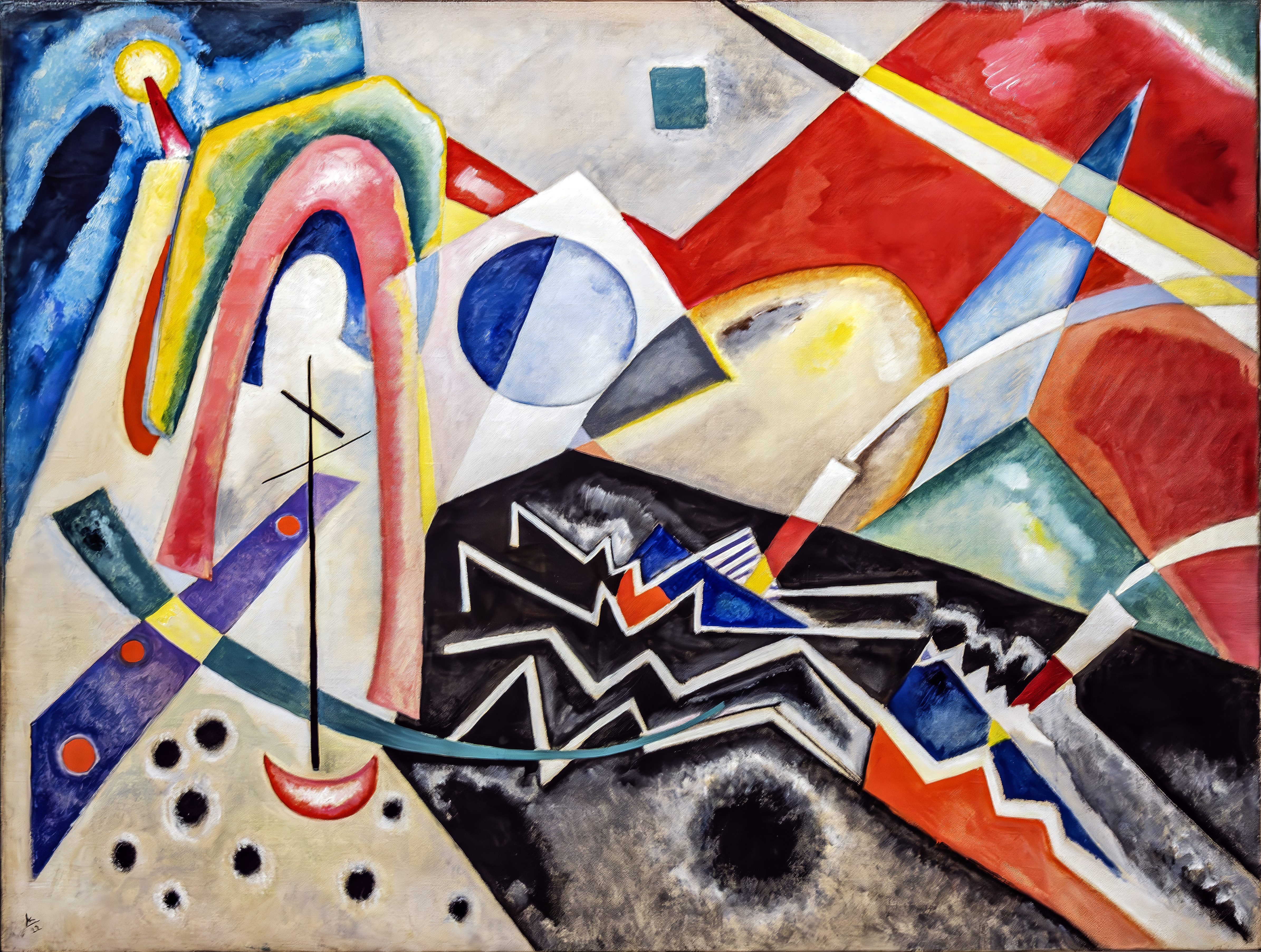
Vassily Kandinsky Zigzag blanc (1922)

### Sculptures

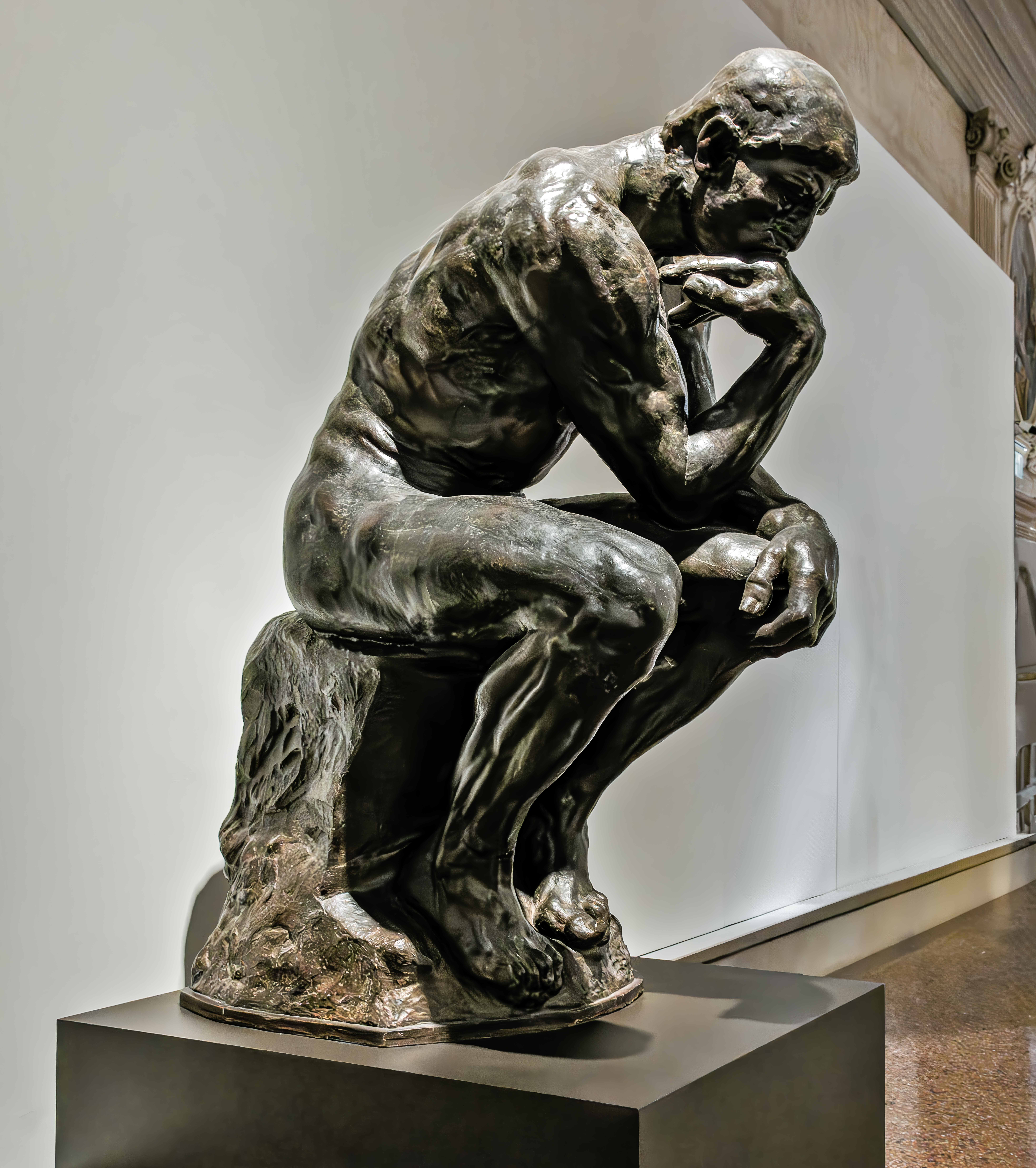
Le penseur par Auguste Rodin, 1880
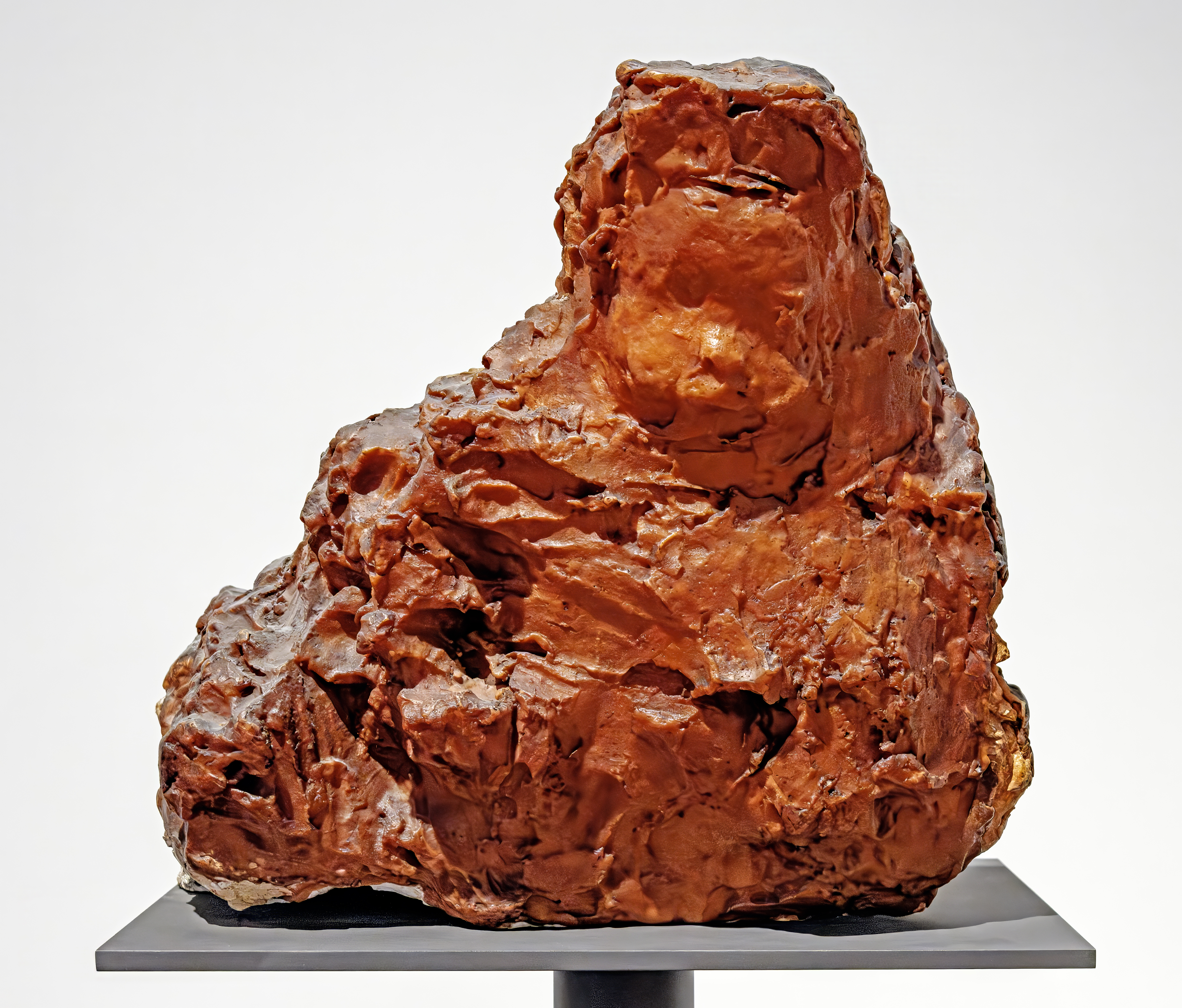
Bambino alle cucine economich par Medardo Rosso, 1893
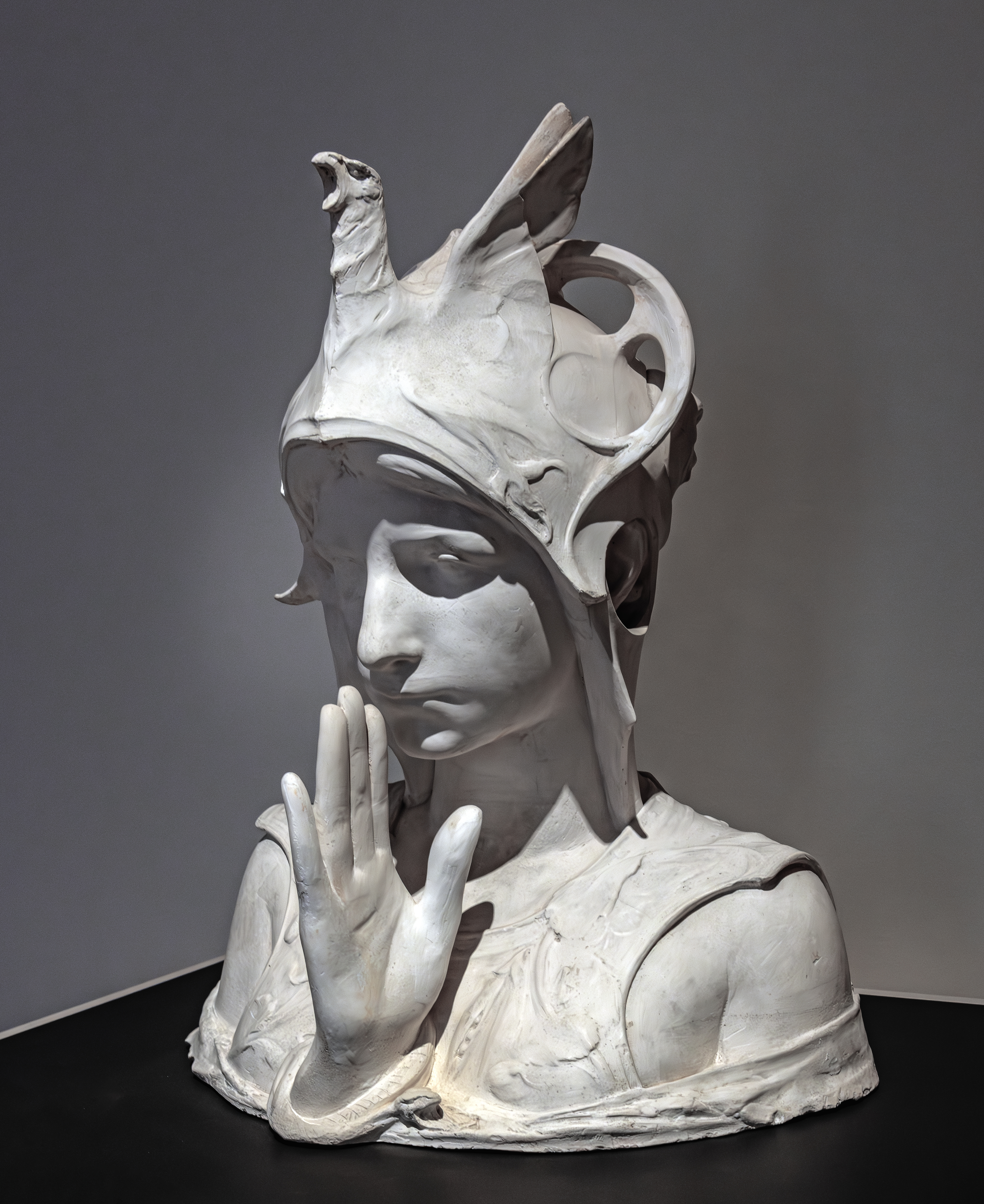
Le sphinx mystérieux par Charles Van der Stappen, 1898
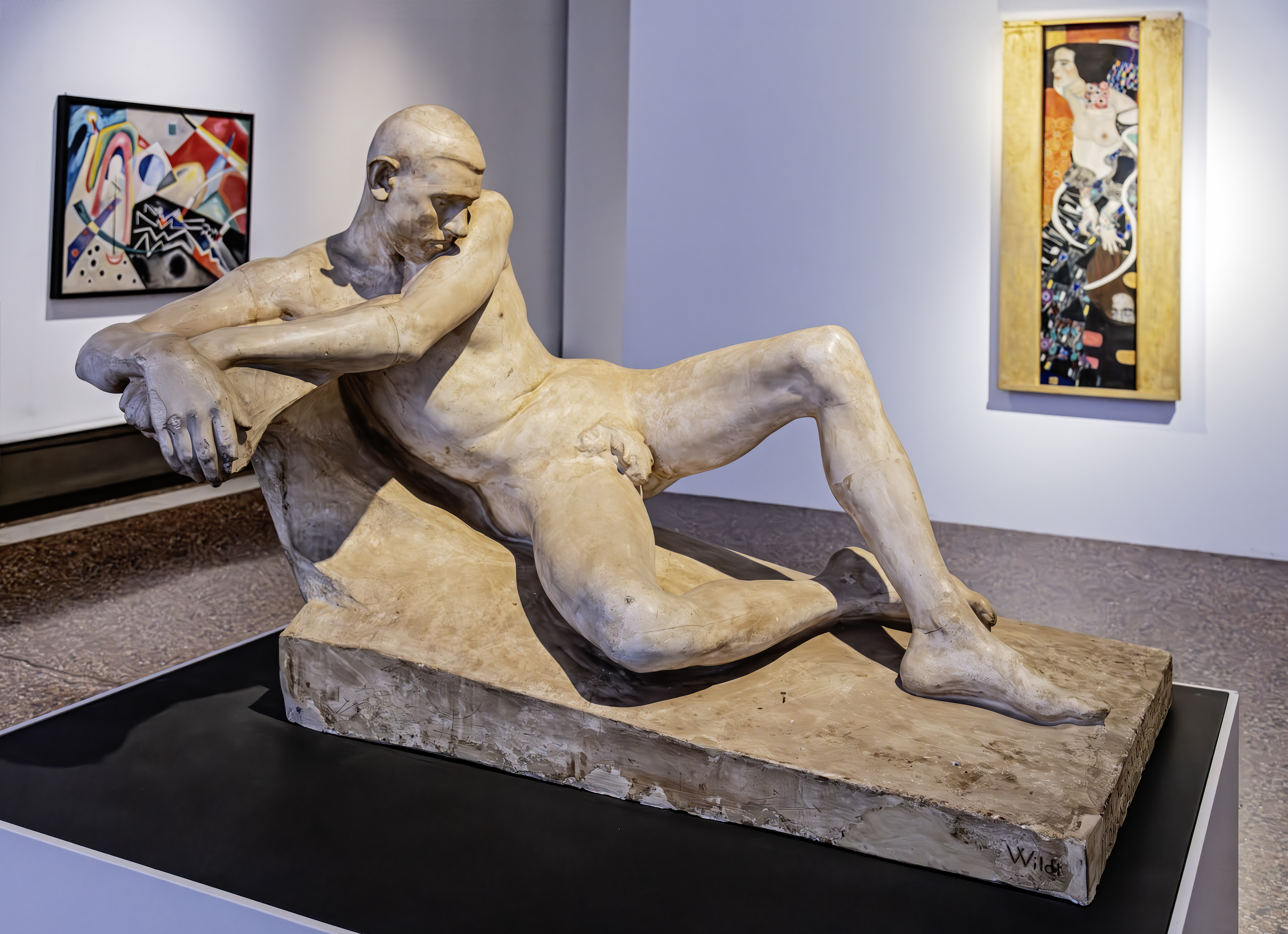
L'homme qui se tait, Adolfo Wildt, plâtre original de 1899
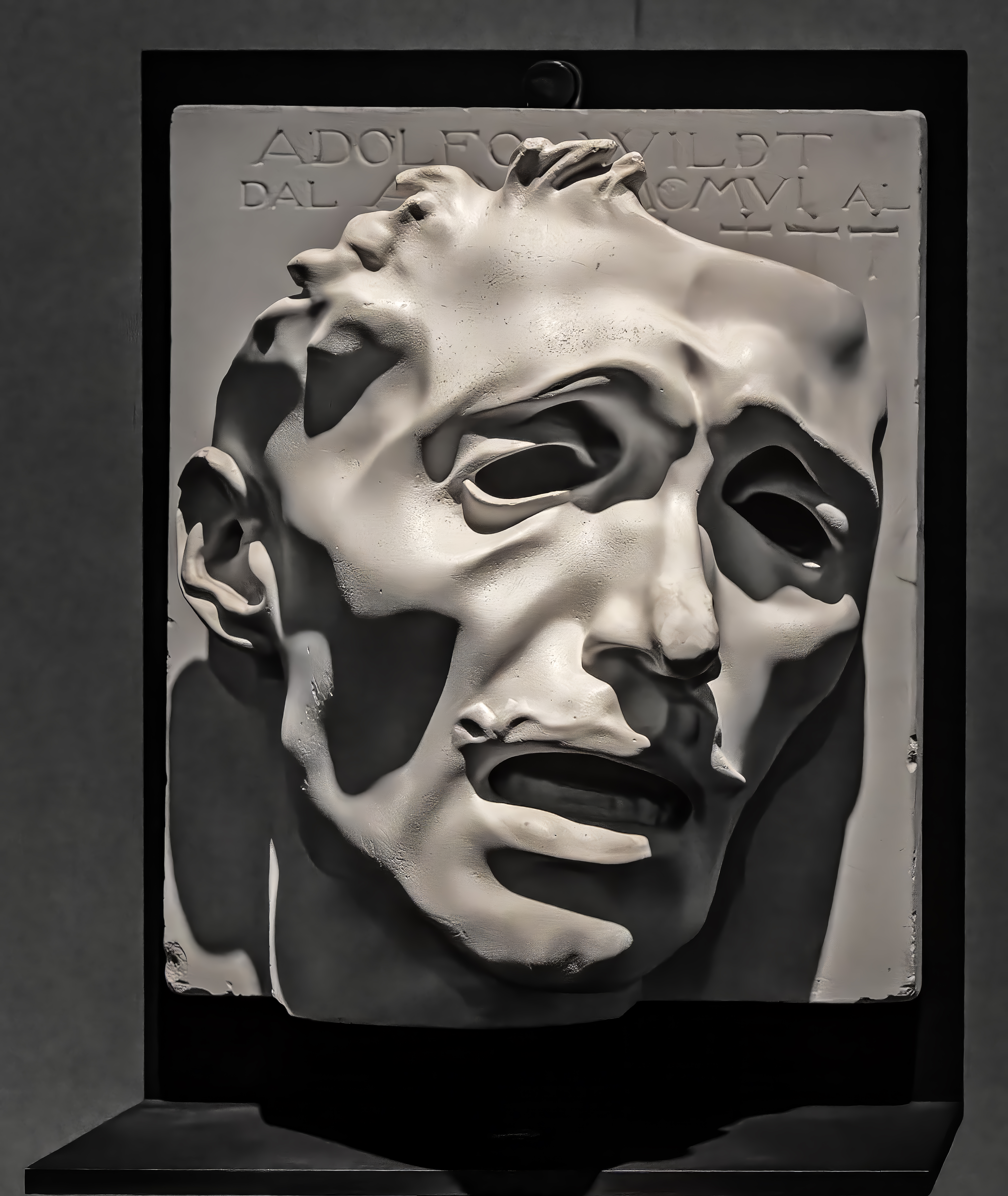
Masque de douleur (Autoportrait), plâtre original de 1899
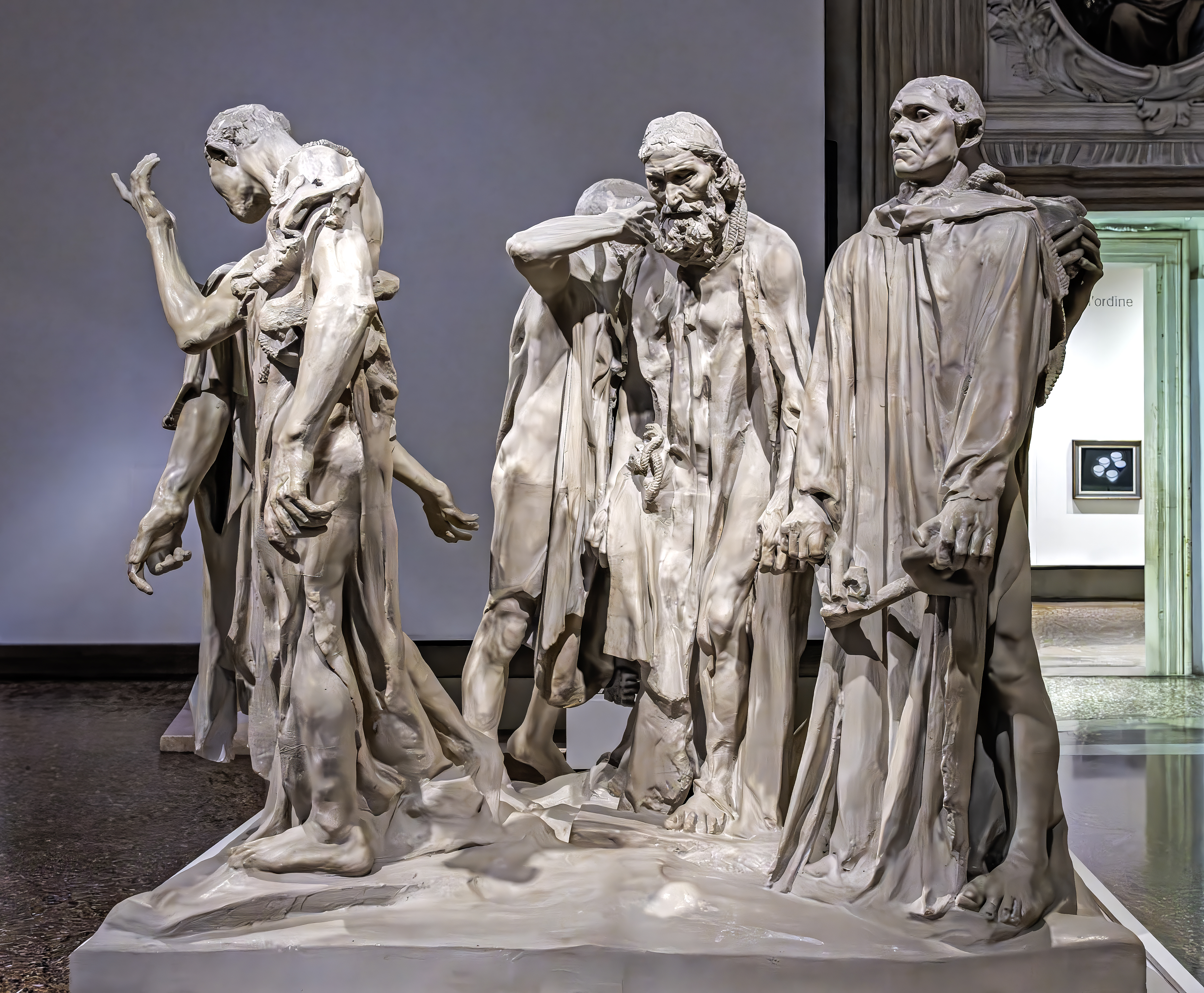
Les Bourgeois de Calais, Auguste Rodin, 1901
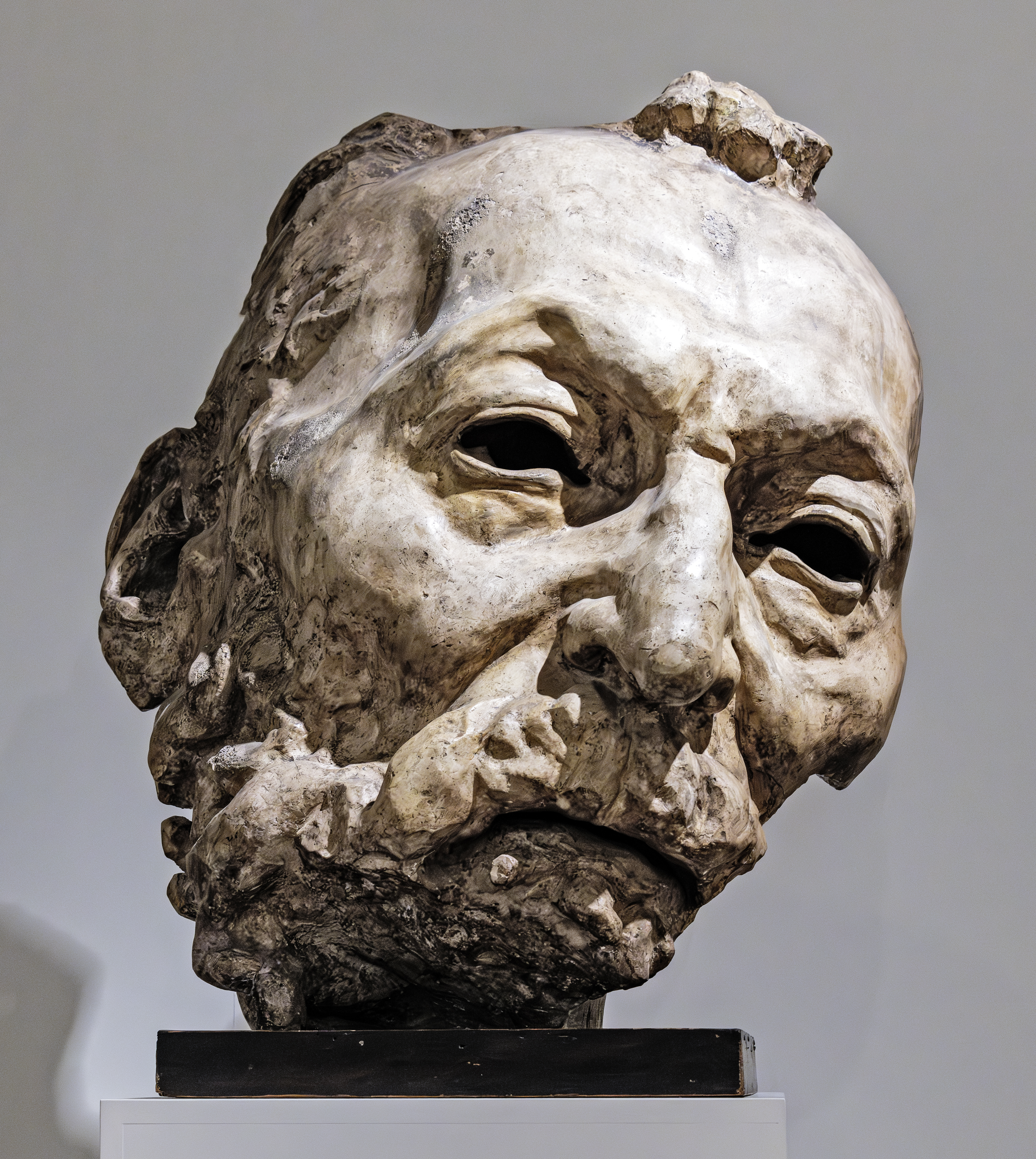
Larass par Adolfo Wildt, 1903
Les parleurs par Adolfo Wildt, plâtre original de 1905
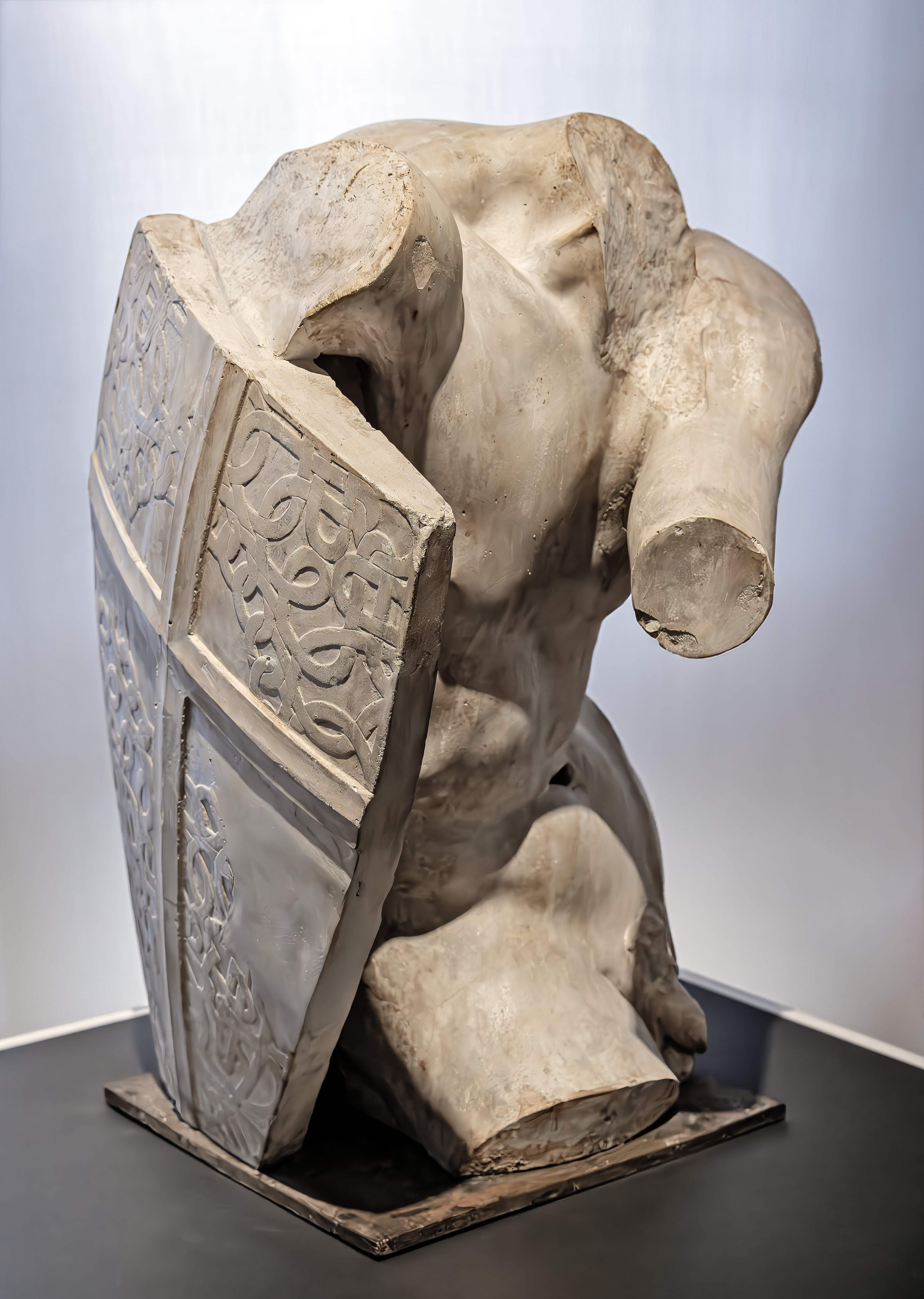
Le croisé par Adolfo Wildt, Pâtre original, 1906
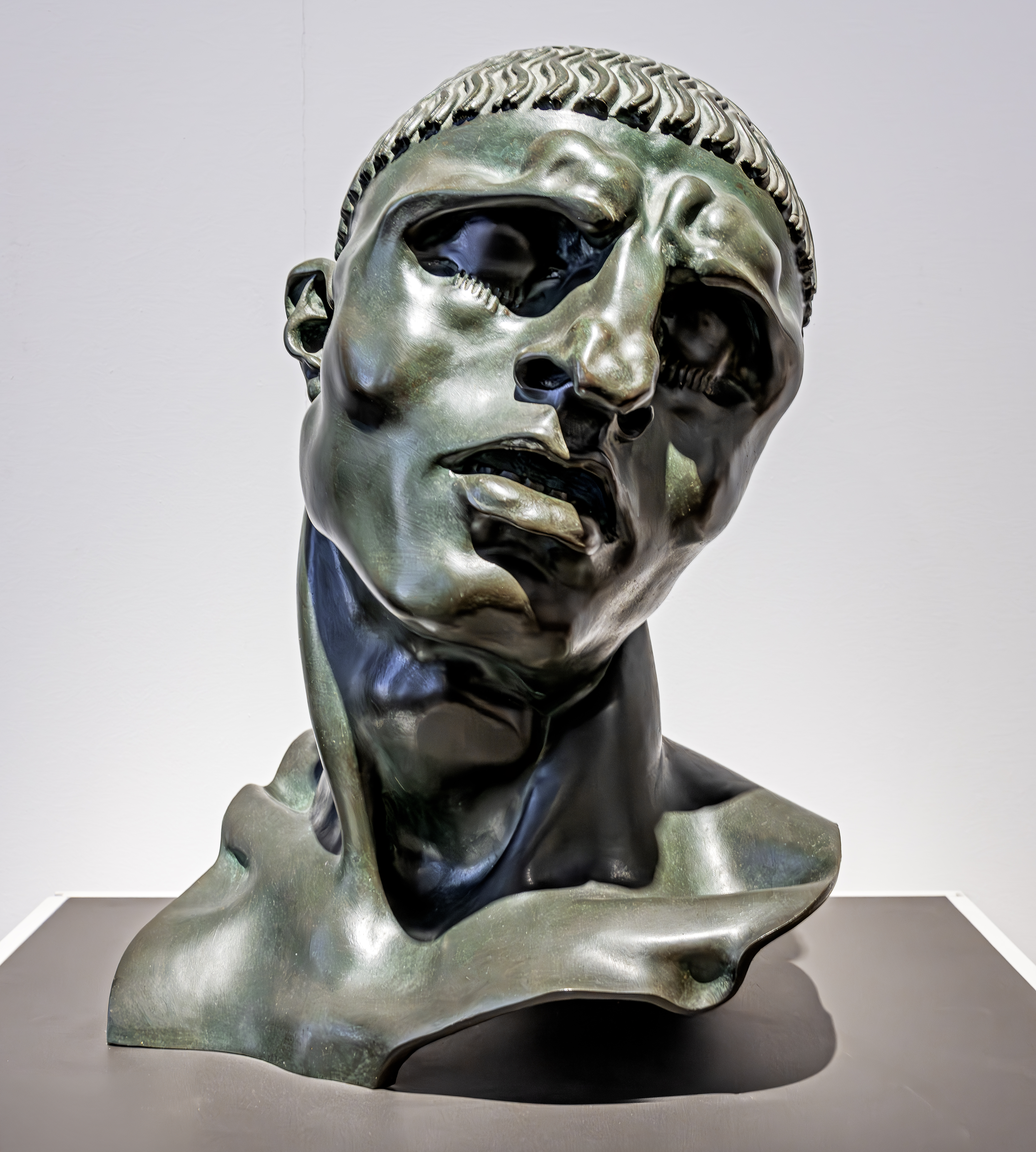
Vir temporis Acti, Bronze, Adolfo Wildt, 1911
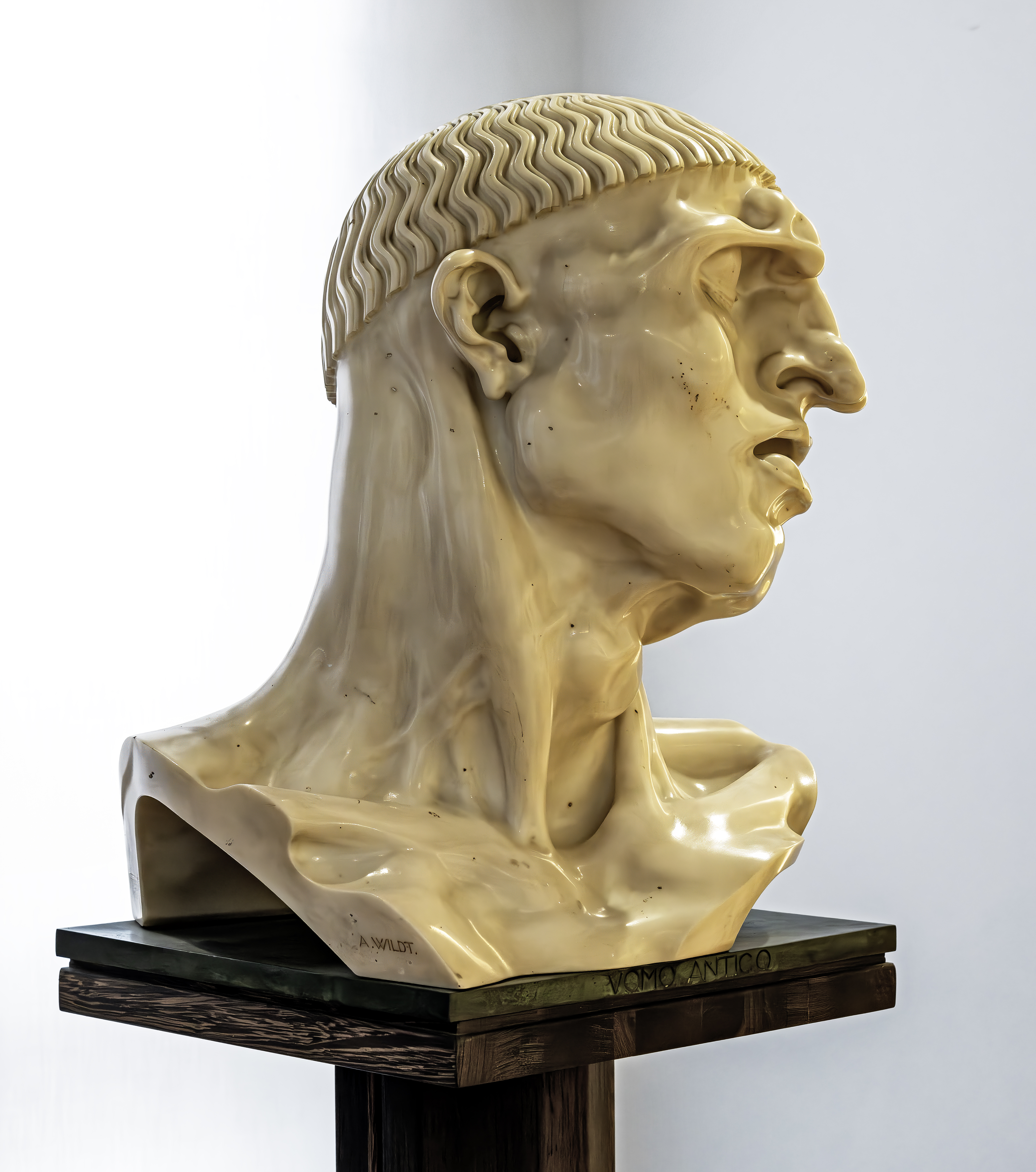
Vir temporis Acti, Marbre, Adolfo Wildt, 1911
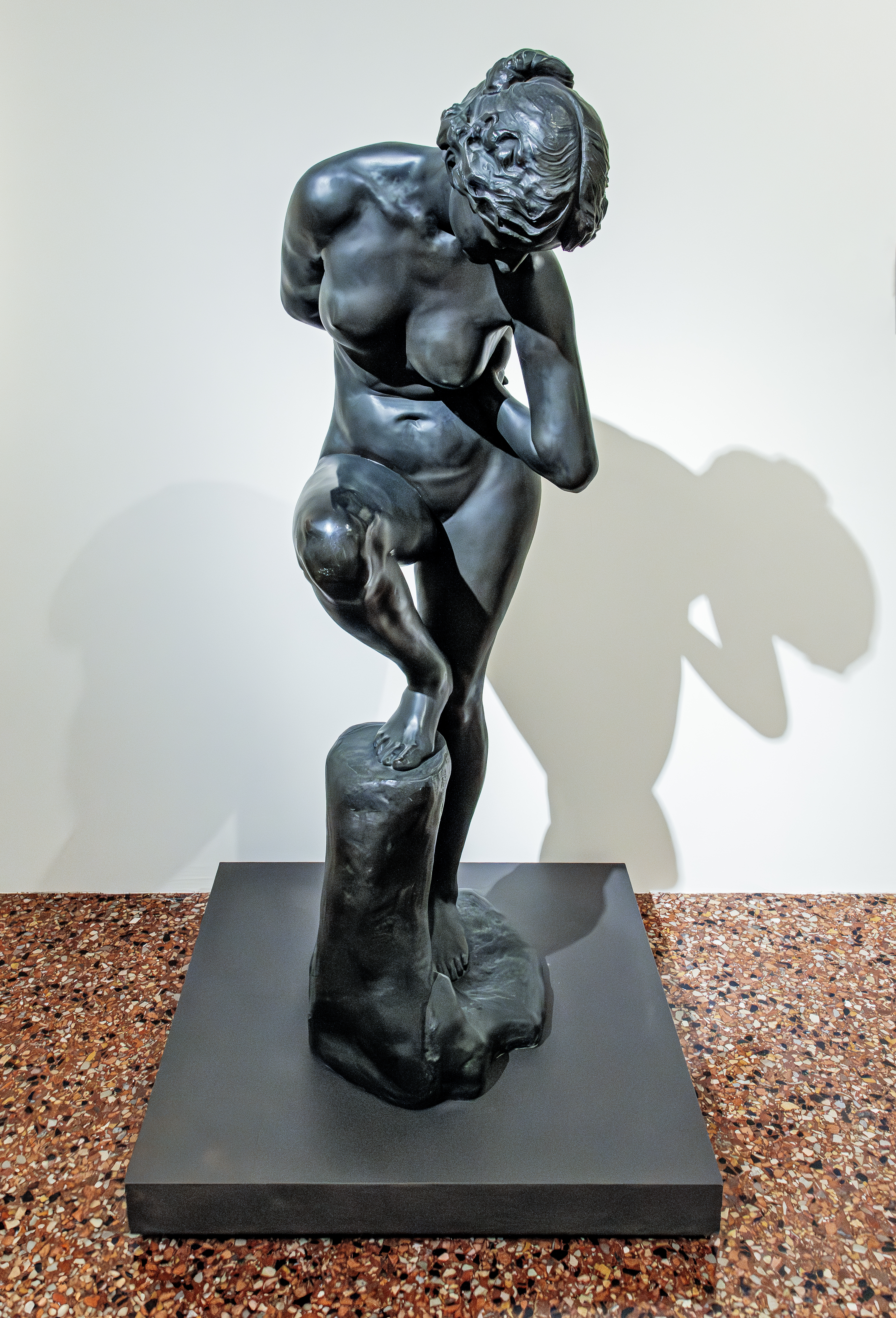
Jeune fille se baignant, regardant son reflet dans l'eau par Max Klinger, 1912
Caractère fier (et Âme douce), Adolfo Wildt, 1912 marbre et dorure
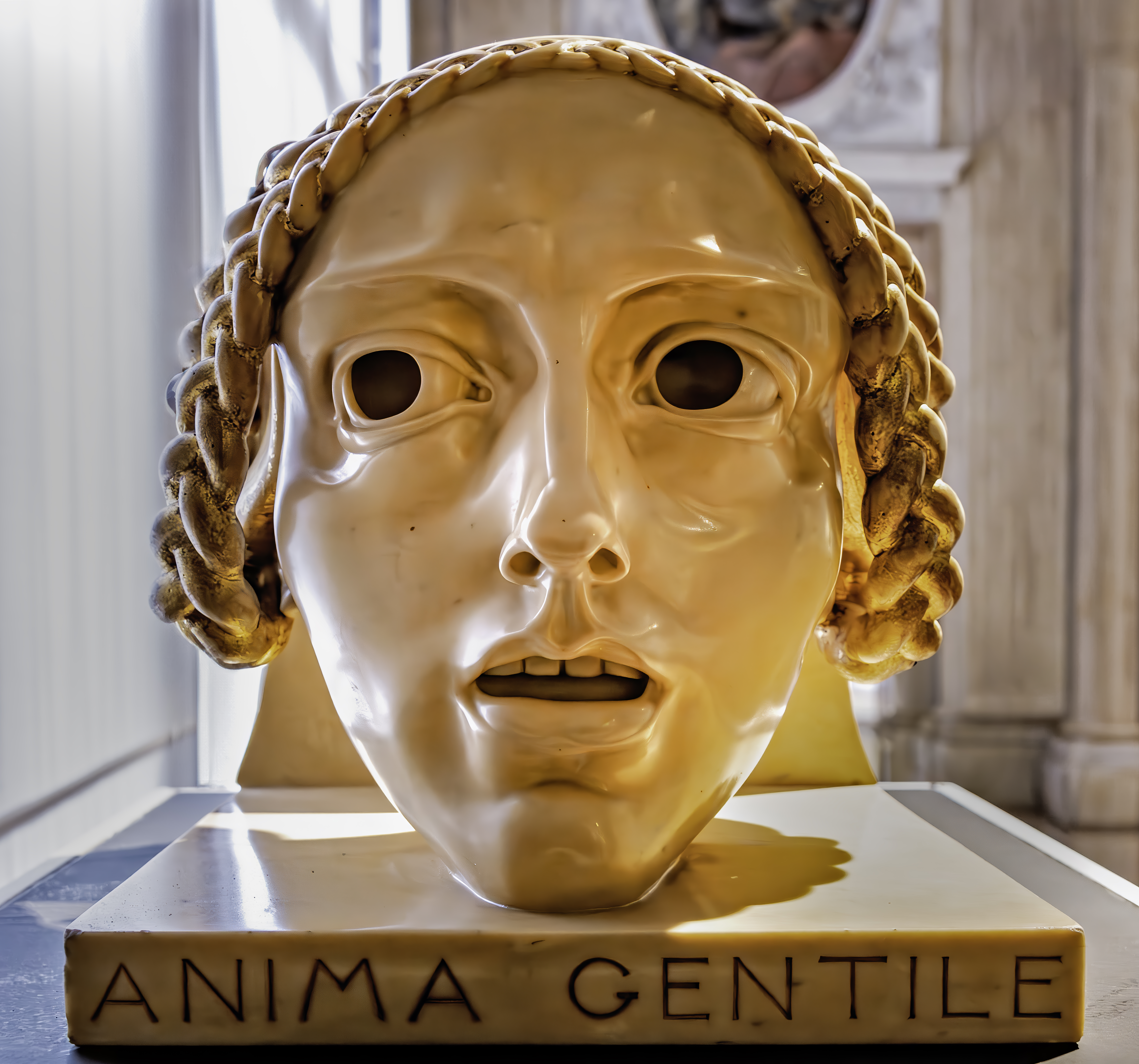
Âme douce (et Caractère fier), Adolfo Wildt, 1912 marbre et dorure
Ritratto di Franz Rose, Adolfo Wildt, 1913 marbre
Fanciulla piena d'amore par Arturo Martini, 1913
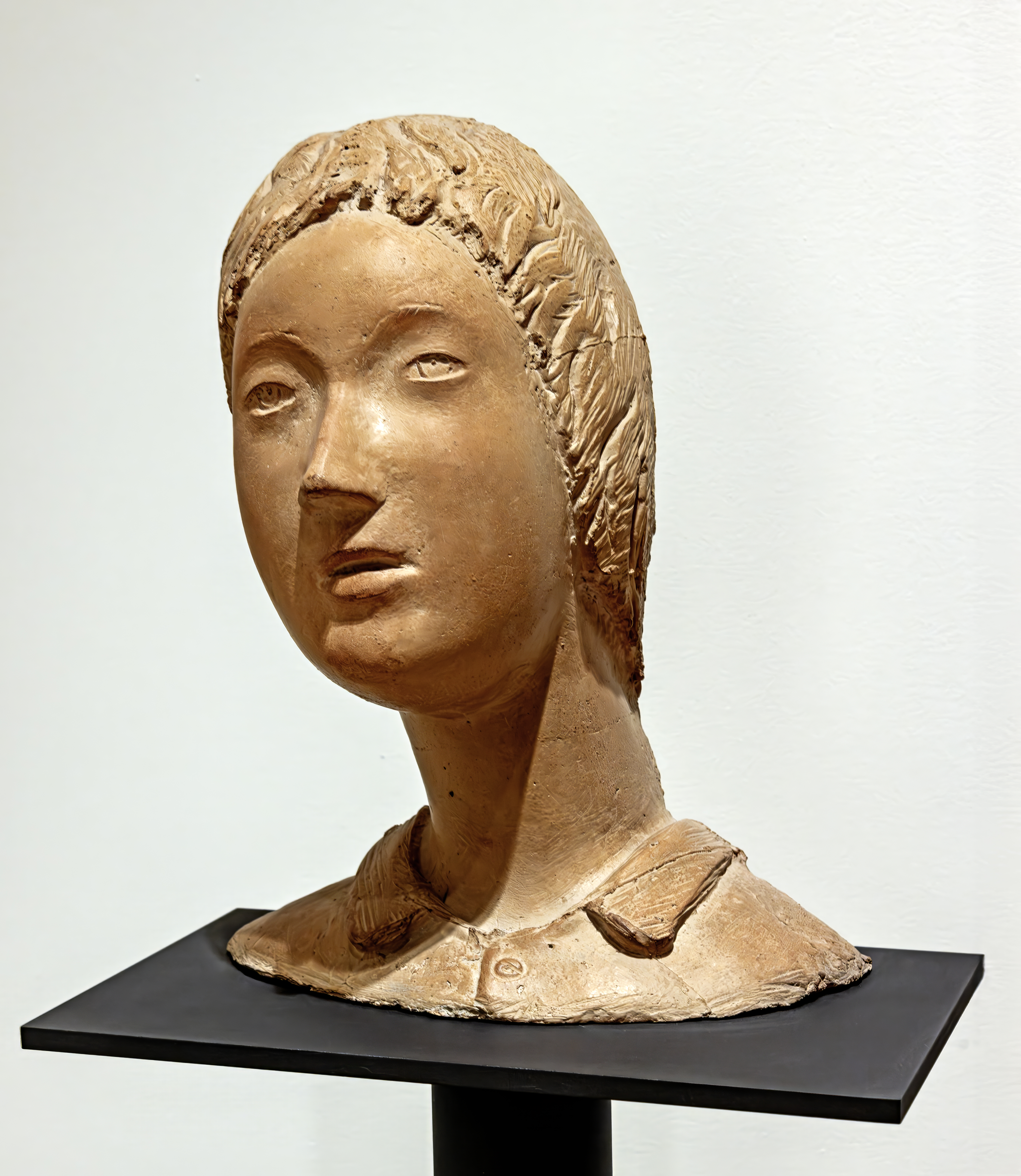
Portrait de Lillian Gish par Arturo Martini, 1913-1914
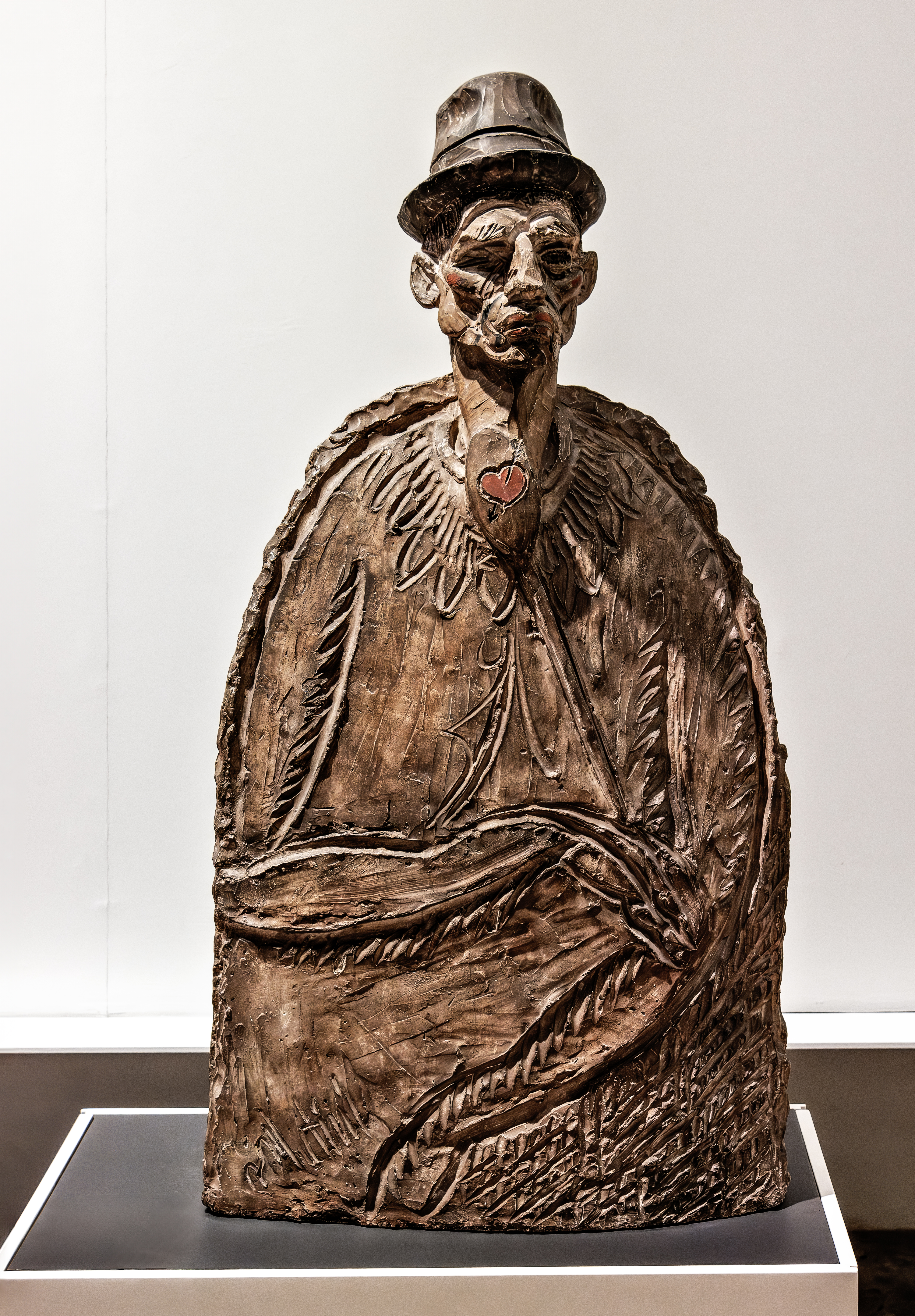
Il Buffone par Arturo Martini, 1913-1914
Un Rosario MCMXV par Adolfo Wildt, 1915
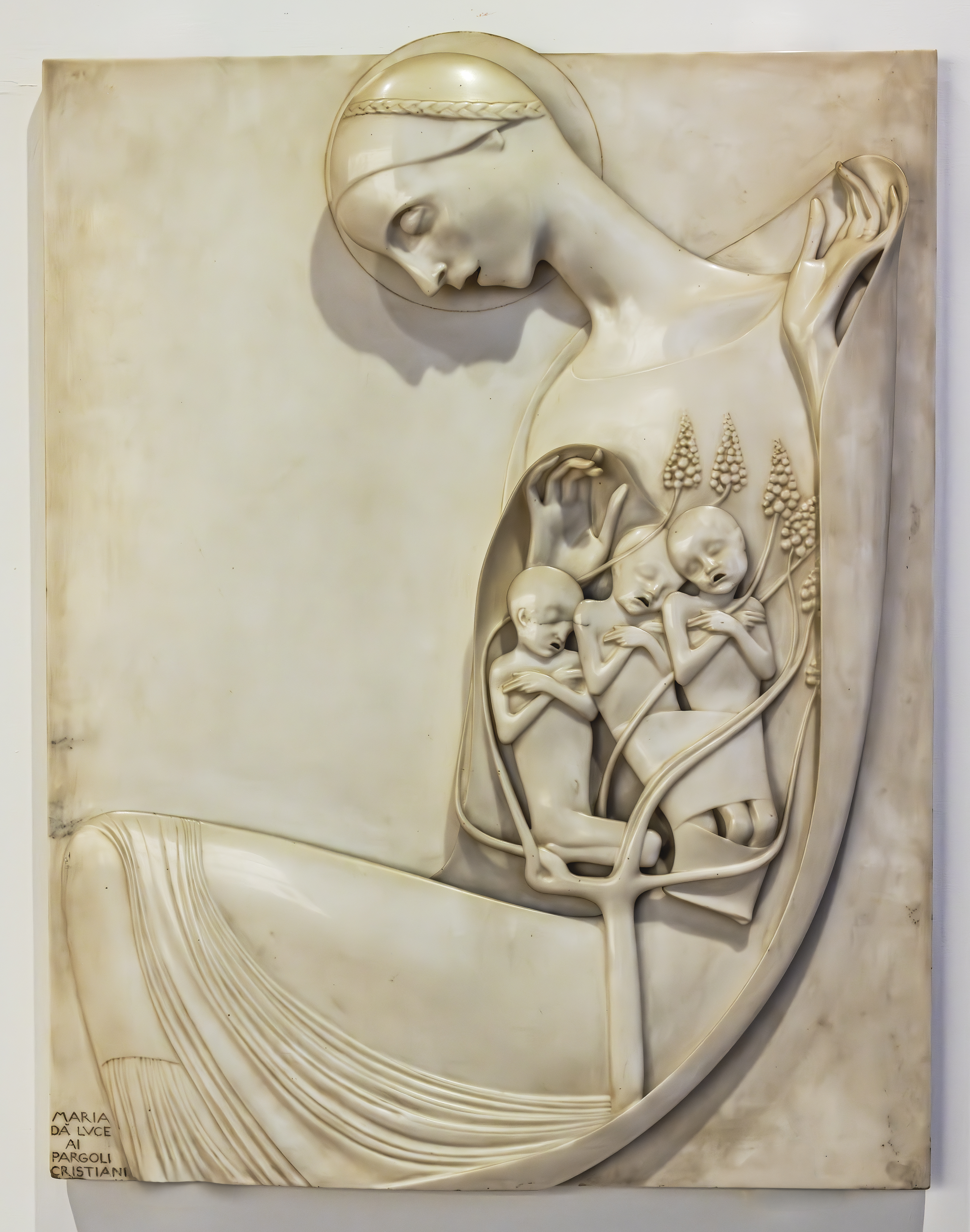
Maria dà luce ai pargoli cristiani par Adolfo Wildt, 1917
Fanciulla verso sera (Jeuen fille le soir) par Arturo Martini, 1919
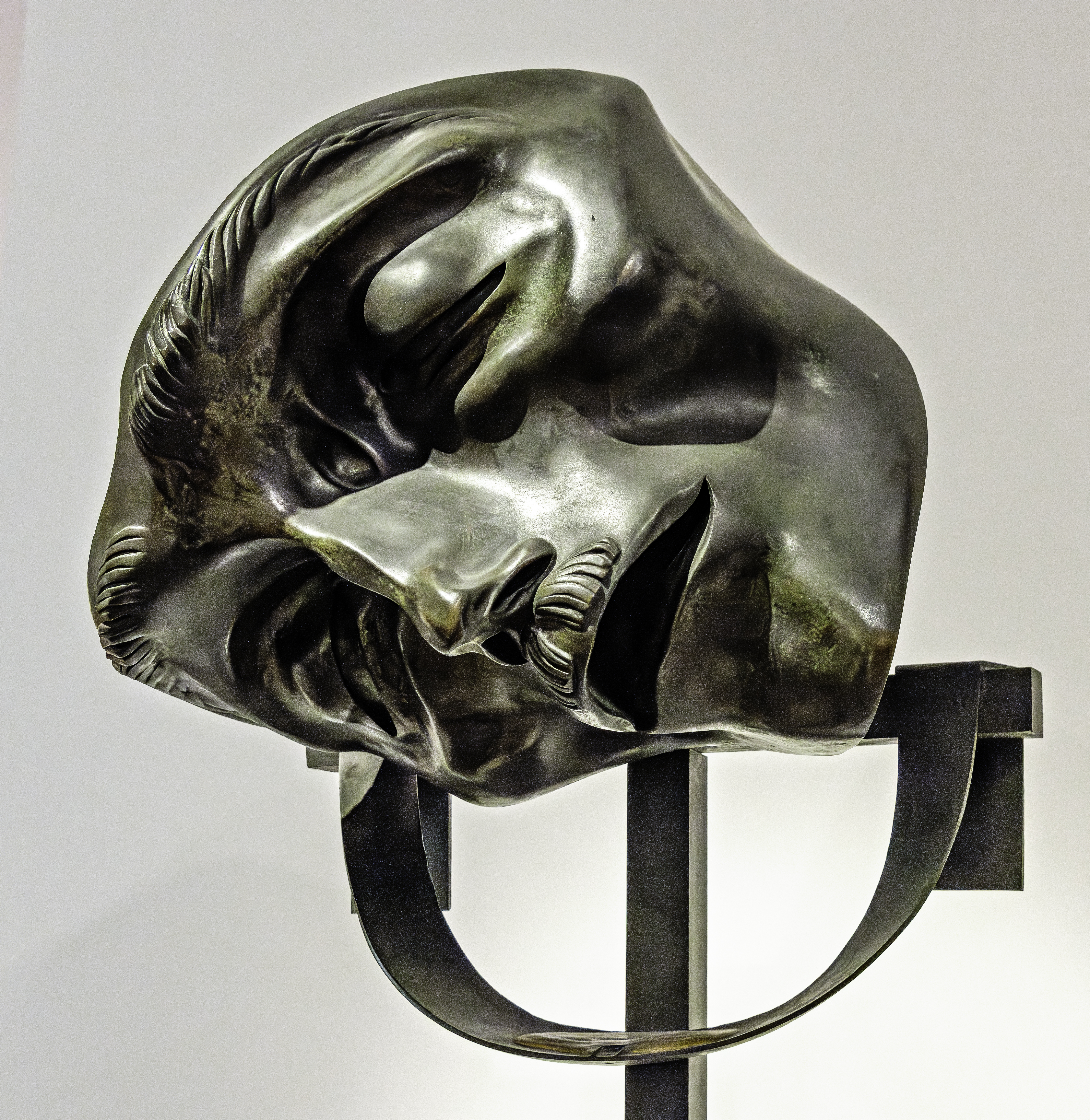
L'Esprit de nos Pères par Adolfo Wildt, 1922
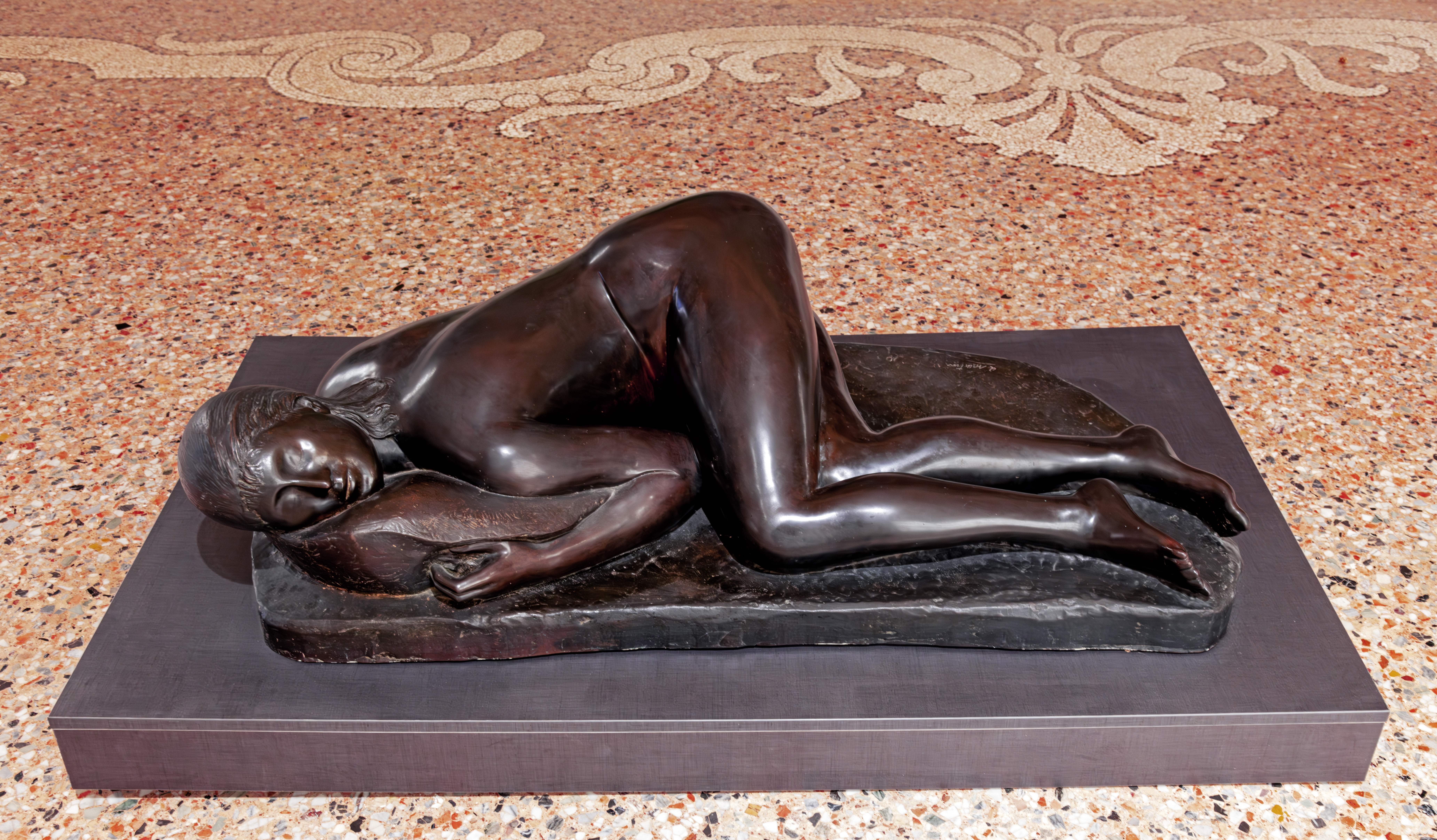
La Pisana par Arturo Martini, 1928
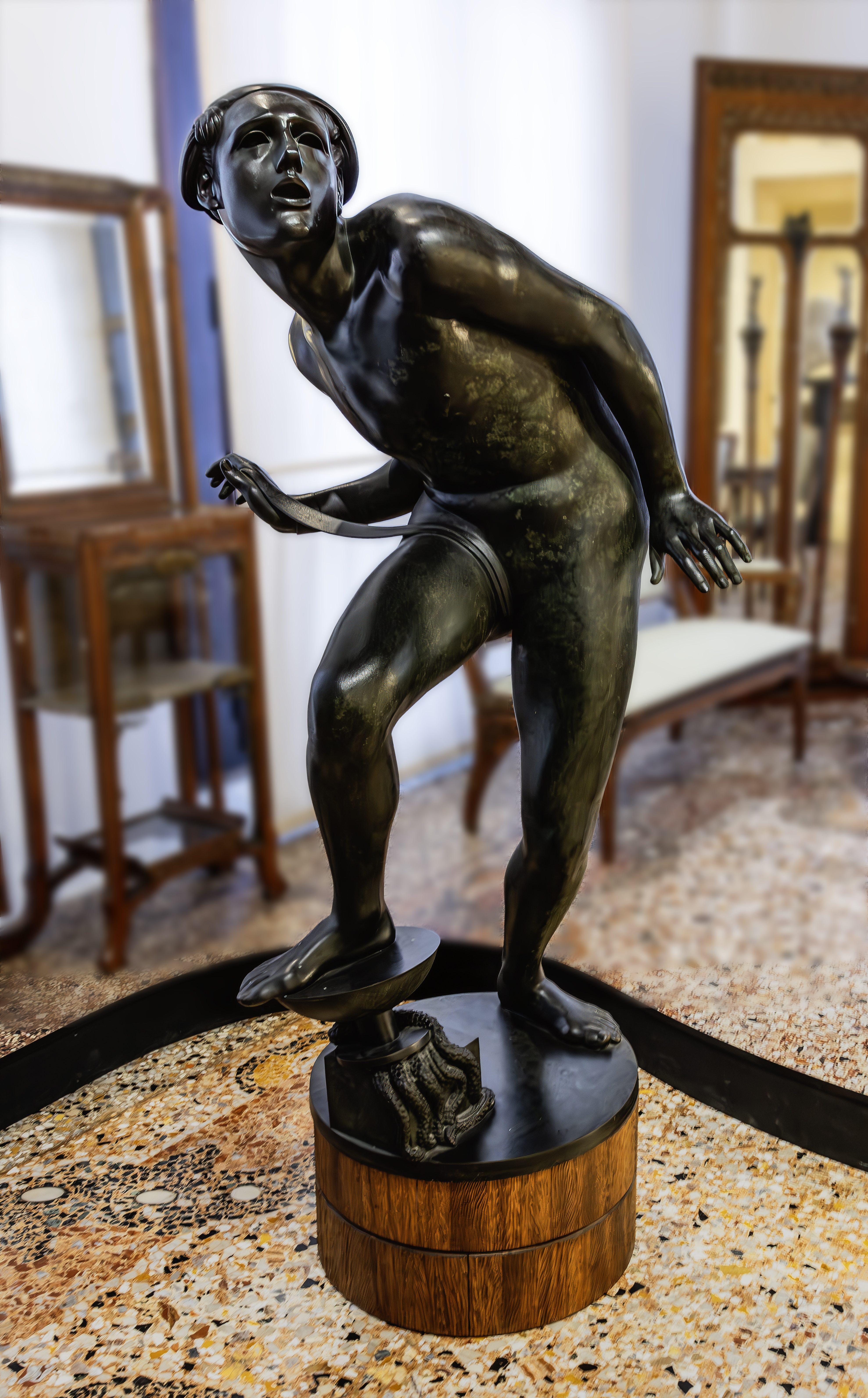
Il puro folle par Adolfo Wildt, 1930

## Musée d'art oriental

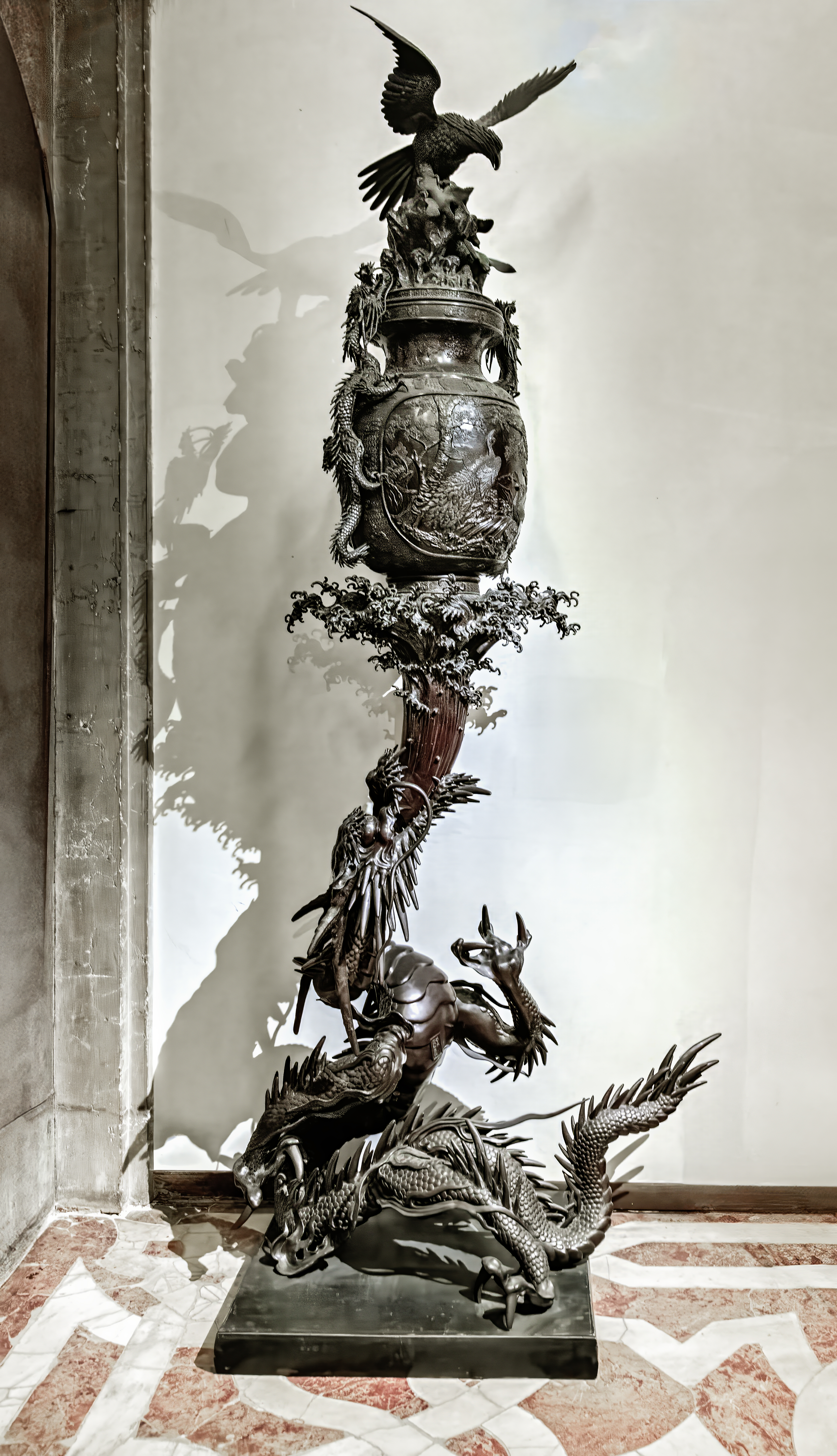
Grand Escalier - Sculpture en bronze - Japon, période Meiji

L'étage supérieur est consacré au Museo d'Arte Orientale, qui contient quelque 30 000 objets, provenant principalement du Japon (armures, sabres, inrō, netsuke, palanquin, ainsi que des peintures de Koryusai, Harunobu, Hokusai, etc.), mais également de Chine et d'Indonésie. Cette importante collection d'objets orientaux a été rapporté d'un voyage en Asie effectué de 1887 à 1889 par Henri de Bourbon-Parme, comte de Bardi.

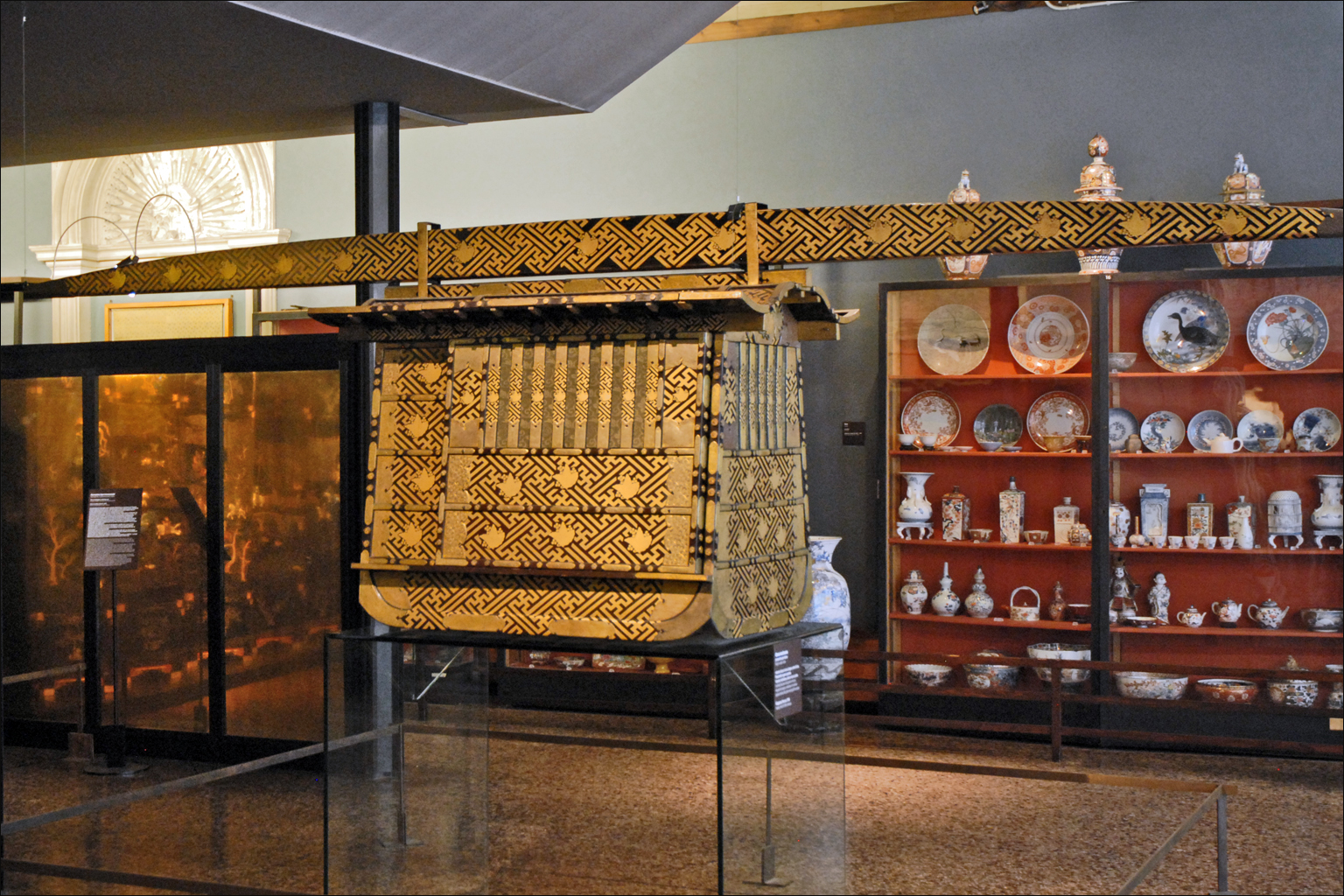
Salle principale.

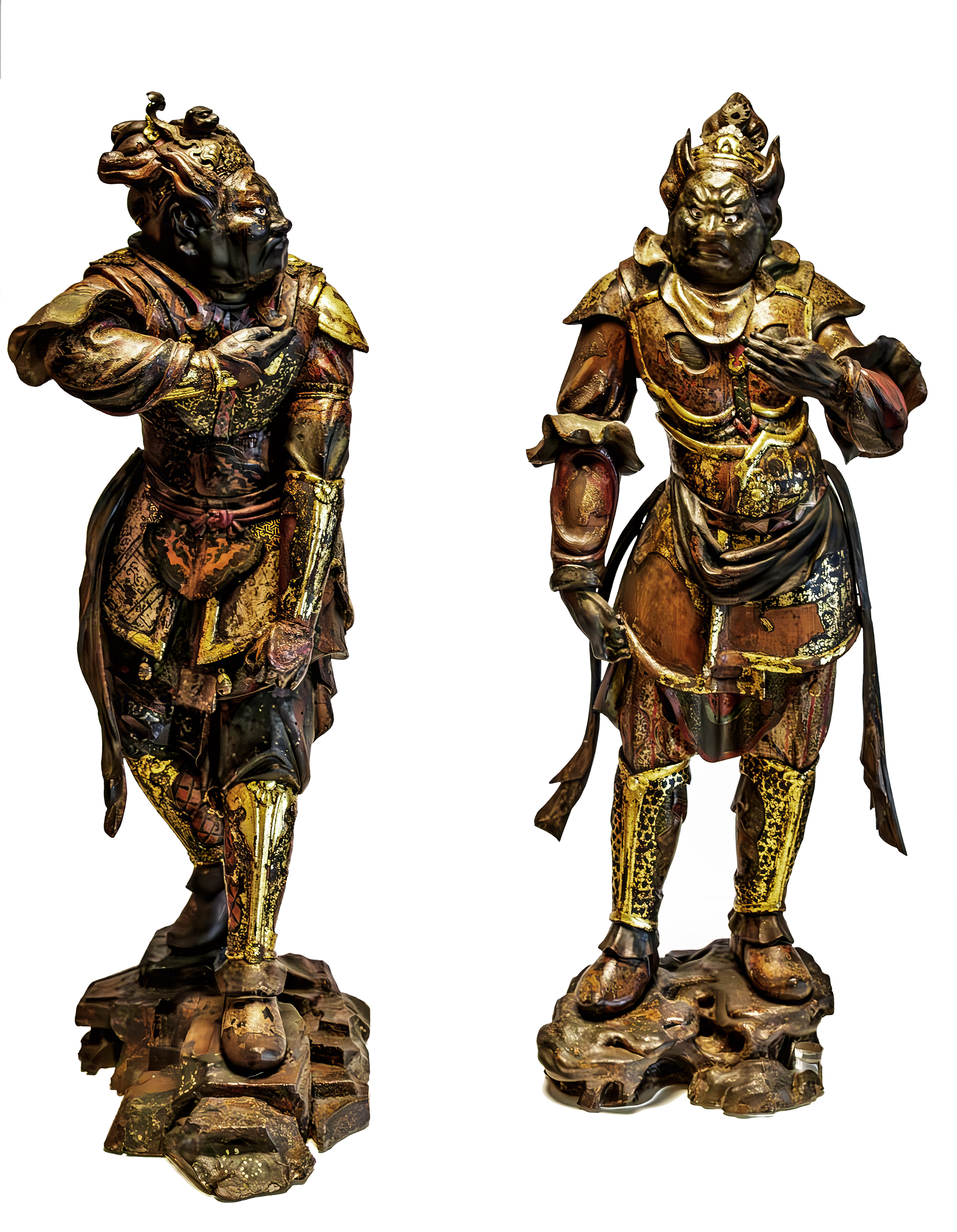
Deux des douze gardiens du Bouddha Yakushi Nyorai - Époque de Kamakura
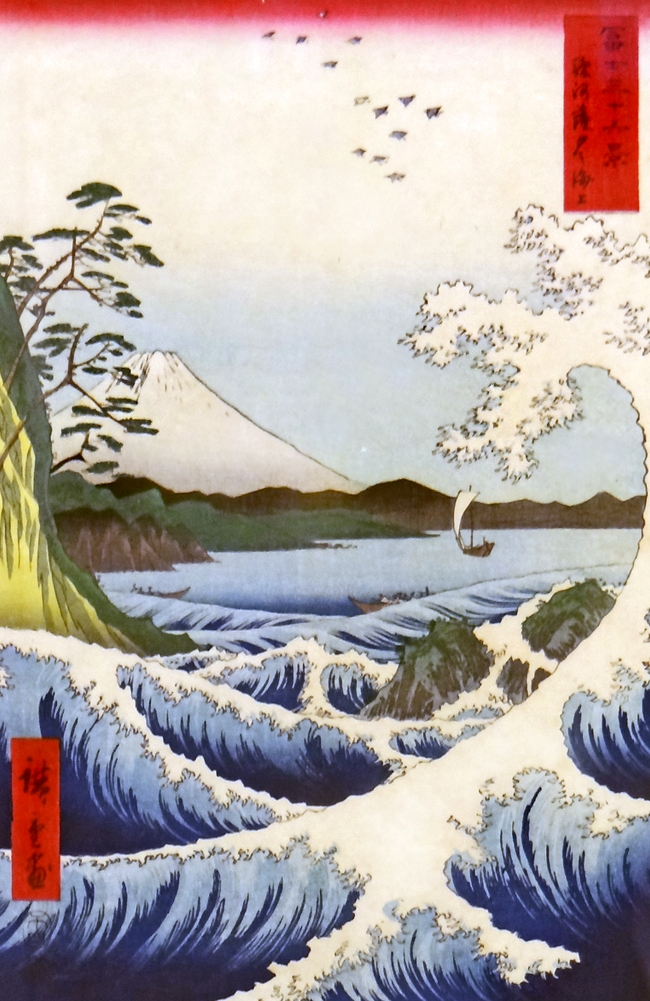
Hiroshige : Vue du Mont Fuji, estampe Ukiyo-e, v. 1858,
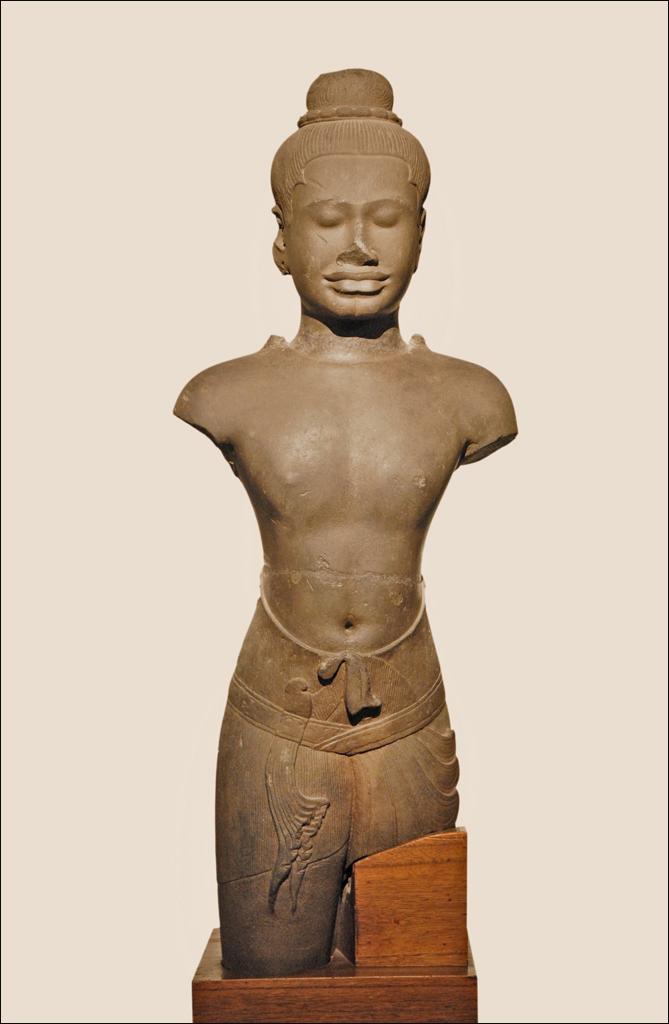
Art Khmer.
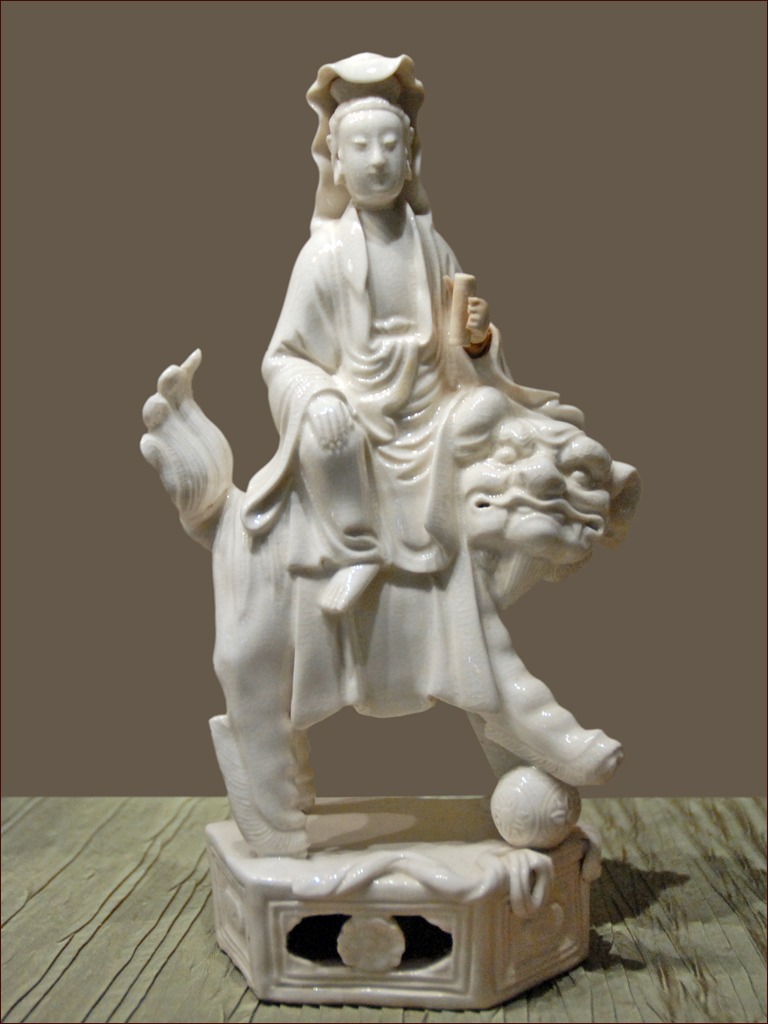
Guanyin.
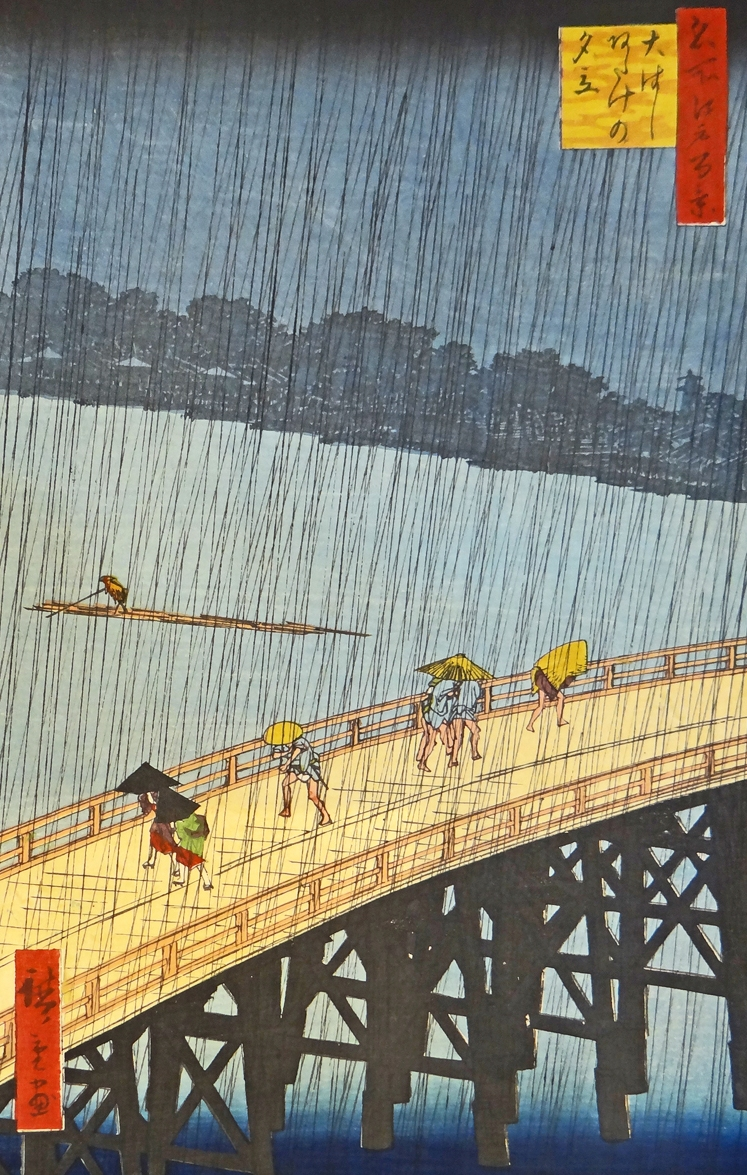
Hiroshige : Vue d'Edo - Averse à Ohashi, estampe Ukiyo-e
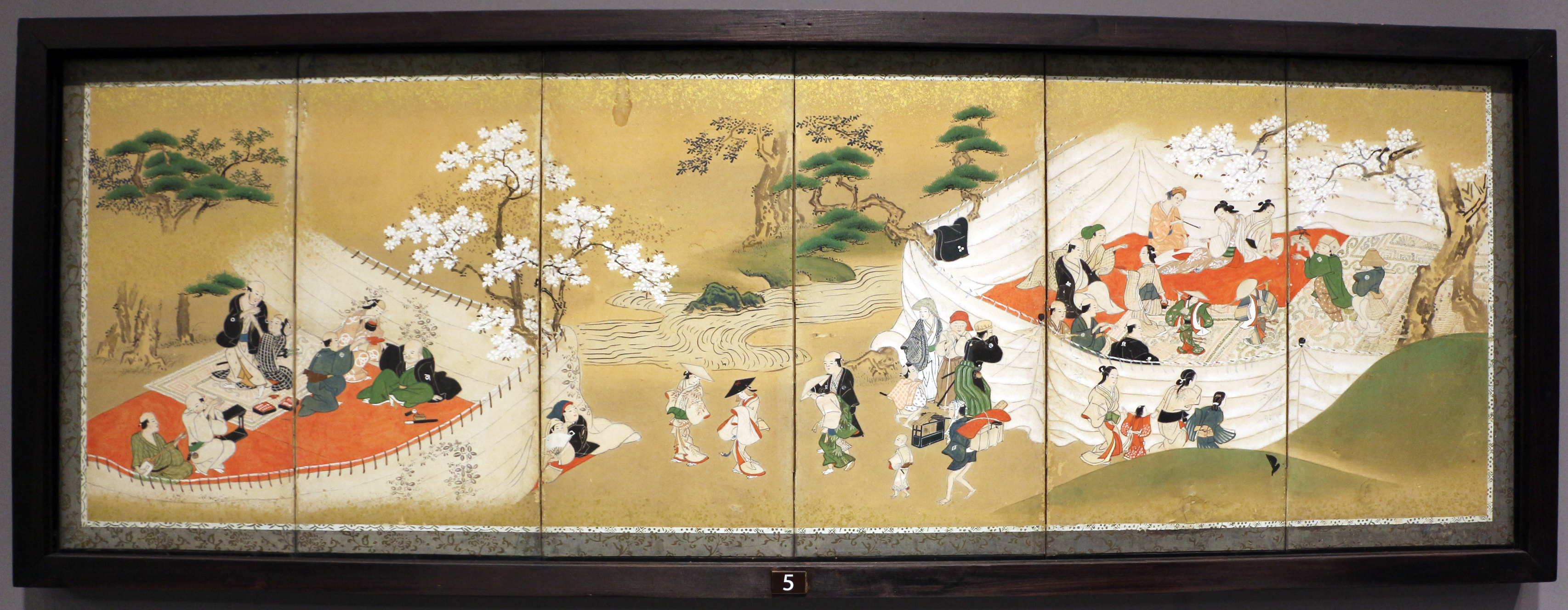
Fête des fleurs, Paravent, XVIIe siècle, Japon.

## Citation
« Au palais Pesaro, l’entablement du premier étage, l’ordre dorique, est décoré de têtes de géants ; l’ordre ionique du second étage est enlié de têtes de chevaliers qui sortent horizontalement du mur, le visage tourné vers l’eau : les unes s’enveloppent d’une mentonnière, les autres ont la visière à demi baissée ; toutes ont des casques dont les panaches se recourbent en ornements sous la corniche. Enfin, au troisième étage, à l’ordre corinthien, se montrent des têtes de statues féminines aux cheveux différemment noués »

— François-René de Chateaubriand, Les Mémoires d'Outre-Tombe, Livre Quarantième, Chap. 5